# المشاركة النسائية المصرية في الألعاب الأولمبية الصيفية

المشاركة المصرية في الألعاب الأولمبية الصيفية منذ انطلاقها سنة 1896

انطلقت الألعاب الأولمبية الصيفية لأول مرة عام 1896م في أثينا، لكن المشاركة النسائية في الأولمبياد لم تبدأ حتى الإصدار الثاني من الأولمبياد في عام 1900م في باريس، بمشاركة 23 رياضِيَّة مقابل 1201 رياضيّ. بعد 76 عامًا من انطلاق الألعاب الأولمبية الصيفية لأول مرة، كادت أن تشارك المرأة المصرية لأول مرة في الألعاب الأولمبية الصيفية عام 1972، لكنَّ البعثة المصرية غادرتها مبكرًا بسبب عملية ميونخ. وفقاً للتقرير الرسمي للجنة المنظمة للألعاب الأولمبية، كانت مشاركة مصر تتضمن رياضيّة واحدة مقابل 38 رياضيًّا. إلا أن المشاركة الفعلية لم تشهد أية رياضِيّات، واقتصرت على 23 رياضيًّا. ثم شاركت المرأة المصرية لأول مرة في الأولمبياد بعد انطلاقها لأول مرة بـ 88 عامًا من خلال دورة الألعاب الأولمبية الصيفية عام 1984 في لوس أنجلوس، لتصبح رابع دولة عربية تشارك سيداتها في الأولمبياد بعد الجزائر وليبيا وسوريا. ومنذ تلك الدورة، لم تغب المشاركة النسائية المصرية ولا مرة حتى الآن.
تباين عدد المشاركات المصريات في الأولمبياد، فظلت أول مشاركة في دورة 1984 هي الأكبر عددًا (6 رياضِيّات) حتى دورة 2000 في سيدني (15 رياضِيَّة)، ومنذ ذلك الحين، تزايد عدد اللاعبات في كل دورة عن سابقتها حتى بلغ 34 لاعبةً في دورة لندن عام 2012، وهي نسبة التمثيل النسائي الأكبر أيضًا في البعثة المصرية (31%: 34 رياضِيَّةً مقابل 75 رياضيًّا) منذ بدء التمثيل النسائي المصري في الأولمبياد. وبالمثل أيضًا على مستوى الرياضات، ظلّ عدد الرياضات التي شاركت فيها سيدات مصر في أول ظهور لهن في دورة 1984 هو الأكبر (4 رياضات) حتى دورة 2000 (9 رياضات)، ومنذ تلك الدورة يتزايد عدد الرياضات التي تشارك فيها سيدات مصر تدريجيًا حتى وصل في أولمبياد ريو 2016 إلى 17 رياضة.
منذ بدء المشاركة النسائية المصرية في دورة 1984 وحتى نهاية دورة لندن 2012، فشلت سيدات مصر في حصد أية ميدالية على مدار الـ28 عامًا، وظلّ المركز الخامس هو أقرب ما وصلن له في مشوارهن نحو التتويج، فحلّت نهى عبد ربه وعبير عبد الرحمن في المركز الخامس في منافسات التايكوندو ورفع الأثقال على الترتيب في أولمبياد 2008، ثم كرّرت عبير الأمر ذاته في الأولمبياد التالي لتحل خامسة أيضًا هي ونهلة رمضان لكن في فئات وزن مختلفة من منافسات رفع الأثقال. وفي 10 أغسطس 2016، حقّقت سارة أحمد الميدالية الأولمبية النسائية الأولى لمصر. حققت سارة الميدالية البرونزية في منافسات رفع الأثقال فئة 69 كجم برفعها ما مجموعه 255 كجم، لتصبح أول امرأة مصرية تحقق ميدالية أولمبية بعد 104 عامًا من مشاركة مصر في الأولمبياد، كما أنها أول امرأة عربية تحقق ميدالية أولمبية في منافسات رفع الأثقال، ذلك قبل أن تقرر اللجنة الاوليمبية الدولية والاتحاد الدولي لرفع الاثقال منح الربّاعة المصرية عبير عبد الرحمن الميدالية الفضية عن فئة 75 كجم في منافسات الألعاب الأولمبية الصيفية 2012 وذلك بعد ثبوت تعاطي أصحاب المراكز الثلاث الأولى للمنشطات. كما أعلن يوم 12 يناير 2017 فوزها ببرونزية الألعاب الأولمبية الصيفية 2008 عن وزن 69 كجم بعد ثبوت تعاطي صاحبات المركزين الأول والثالث للمنشطات. فأصبحت بذلك عبير عبد الرحمن أول لاعبة مصرية تحصل على ميدالية أولمبية، وأول لاعبة مصرية تحصل على ميداليتين أولمبيتين، والوحيدة الحاصلة على ميدالية فضية حتى الآن.
وبمشاركة تخطت ثلث البعثة المصرية، شهدت دورة طوكيو 2020 المشاركة النسائية المصرية الأكبر في الألعاب الأولمبية الصيفية على الإطلاق، وشهدت مشاركة 48 رياضيَّة مصرية كأكبر عدد رياضيّات مصريات يشاركن في دورة أولمبية، كما شاركن في 21 رياضة مختلفة، وهو رقم قياسيّ أيضًا لهن. كما حقّقت سيدات مصر أول ميدالية ذهبية في تاريخهن عن طريق فريال أشرف، بعد أن حققت الميدالية الذهبية في الكاراتيه، كما حققن أكبر عدد من الميداليات في دورة واحدة بعد حصول هداية ملاك وجيانا فاروق على برونزيتين في منافسات التايكوندو والكاراتيه على الترتيب. وقد كانت هي المرة الثانية التي تحقق فيها هداية ملاك الميدالية البرونزية، بعد أن حقّقت الإنجاز ذاته في دورة ريو 2016، فأصبحت بذلك خامس رياضيّ مصري يحقق أكثر من ميدالية تاريخ الألعاب الأولمبية الصيفية بعد فريد سميكة وإبراهيم شمس وكرم جابر وعبير عبد الرحمن.
شهدت المشاركة النسائية وجود بعض الأقارب على مر الدورات وفي نفس الدورة أحيانًا، فشاركت الأختان شيرويت ونيفين حافظ معًا في أول ظهور لسيدات مصر في الأولمبياد في دورة 1984 في منافسات السباحة، وكانتا بعمر 17 و15 عام على الترتيب. ثم ظهرت الأختان شيماء وإيمان الجمال معًا في منافسات المبارزة في دورتي 2008 و2012، حتى أنهما قد لعبتا معًا في منافسات الفِرَق في الدورتين. وكانت شيماء، الأخت الكبرى، قد سبق لها المشاركة في دورتي 2000 و2004 قبل أن تنضم لها أختها. كذلك شاركت دينا مشرف في أولمبياد لندن 2012، لتحذو حذو عمّتها نهال مشرف التي شاركت في دورتي 1988 و1992 في رياضة تنس الطاولة أيضًا، وابنة خالتها يسرى حلمي التي شاركت في دورتي 2016 و2020 في الرياضة ذاتها. وأخيرًا، الأختان التوأم ندى ونهال سعفان اللتان شاركتا معًا في منافسات فرق السباحة الإيقاعية في أولمبياد ريو 2016.

## 1984
| م | الاسم       | العمر | الرياضة           |
| - | ----------- | ----- | ----------------- |
| 1 | سحر يوسف    | 15    | السباحة الإيقاعية |
| 2 | داليا مقبل  | 15    | السباحة الإيقاعية |
| 3 | سحر هلال    | 15    | السباحة الإيقاعية |
| 4 | ريم حسن     | 15    | الغطس             |
| 5 | شيرويت حافظ | 17    | السباحة           |
| 6 | نيفين حافظ  | 15    | السباحة           |

دخول البعثة المصرية المشاركة في الألعاب الأولمبية الصيفية 1984 في حفل الافتتاح

شهدت الألعاب الأولمبية الصيفية 1984 المشاركة النسائية المصرية الأولى في تاريخ الأولمبياد منذ انطلاقها في دورة 1912، وقد شاركت 6 رياضِيّات -جميعهن دون الثامنة عشر- في 3 منافسات رياضية؛ فتضمنت المشاركة الأختين شيرويت ونيفين حافظ في السباحة وسحر يوسف وداليا مقبل وسحر هلال في السباحة الإيقاعية وريم حسن في الغطس، وتميزت جميع المشاركات بحداثة أعمارهن، فجميعهن بعمر الخامسة عشر باستثناء شيرويت بعمر السابعة عشر، كما كانت سحر هلال هي أصغر اللاعبات عمرًا في جميع منافسات السباحة الإيقاعية، والأصغر في البعثة المصرية كلها. ربما لم تكن المشاركة النسائية المصرية الأولى جيدة، فلم تتجاوز الرياضِيَّات الأدوار التأهيلية باستثناء داليا مقبل على المستوى الفردي، وداليا مقبل وسحر يوسف على المستوى الزوجي في منافسات السباحة الإيقاعية، فقد تجاوزتا الدور التأهيلي وصولًا للتصفيات حيث أقصيتا من المنافسة. وكانت المشاركة تفصيليًا كالتالي:
السباحة
| الرياضيّة    | الحدث         | التمهيدي | التمهيدي | النهائي  | النهائي  |
| الرياضيّة    | الحدث         | الوقت    | الترتيب  | الوقت    | الترتيب  |
| ----------- | ------------- | -------- | -------- | -------- | -------- |
| شيرويت حافظ | 100 متر حرة   | 1:02.78  | 40       | لم تتأهل | لم تتأهل |
| نيفين حافظ  | 100 متر حرة   | 1:04.06  | 42       | لم تتأهل | لم تتأهل |
| شيرويت حافظ | 200 متر حرة   | 2:16.11  | 33       | لم تتأهل | لم تتأهل |
| نيفين حافظ  | 100 متر فراشة | لم تبدأ  | لا ترتيب | لم تتأهل | لم تتأهل |

السباحة الإيقاعية
كانت سحر هلال هي أصغر اللاعبات سنًا في كافة منافسات السباحة الإيقاعية بعمر 15 عامًا و116 يومًا.
| الرياضيّة/ات         | الحدث | التمهيدي | التمهيدي | التصفيات | التصفيات | النهائي   | النهائي   |
| الرياضيّة/ات         | الحدث | النقاط   | الترتيب  | النقاط   | الترتيب  | الترتيب   | النقاط    |
| ------------------- | ----- | -------- | -------- | -------- | -------- | --------- | --------- |
| داليا مقبل          | فردي  | 73.367   | 44 ت     | 155.767  | 16       | لم تتأهل  | لم تتأهل  |
| سحر هلال            | فردي  | 70.049   | 45       | لم تتأهل | لم تتأهل | لم تتأهل  | لم تتأهل  |
| سحر يوسف            | فردي  | 67.165   | 48       | لم تتأهل | لم تتأهل | لم تتأهل  | لم تتأهل  |
| سحر يوسف داليا مقبل | زوجي  | 70.266   | 17       | 150.866  | 17       | لم تتأهلا | لم تتأهلا |

الغطس
| الرياضيّة/ات | الحدث        | التصفيات | التصفيات | النهائي  | النهائي  | الترتيب النهائي |
| الرياضيّة/ات | الحدث        | النقاط   | الترتيب  | الترتيب  | النقاط   | الترتيب النهائي |
| ----------- | ------------ | -------- | -------- | -------- | -------- | --------------- |
| ريم حسن     | مقافز متحركة | 258.63   | 24       | لم تتأهل | لم تتأهل | 24              |
| ريم حسن     | مقافز ثابتة  | 146.94   | 21       | لم تتأهل | لم تتأهل | 24              |

## 1988
| م | الاسم     | العمر | الرياضة     |
| - | --------- | ----- | ----------- |
| 1 | نهال مشرف | 17    | تنس الطاولة |

اقتصرت المشاركة النسائية المصرية في الظهور الثاني لها في دورة 1988 في سول على رياضيّة واحدة في لعبة تنس الطاولة وهي نهال مشرف، وهي مشاركة ضعيفة جدًا في دورة الألعاب التي شاركت بها 2,202 لاعبة من مختلفة الجنسيات. وتنس الطاولة هي الرياضة الرابعة التي تنافست فيها سيدات مصر بعد السباحة والسباحة الإيقاعية والغطس، ولعبت نهال خمسة مباريات في مجموعتها خسرتهم جميعًا، لتنهي الأولمبياد وترتيبها النهائي الـ41 مكرر والأخير. وكانت المشاركة تفصيليًّا كالتالي:
تنس الطاولة
| الرياضيّة  | المنافسة | المجموعة | ف-م | خ-م | ف-أ | خ-أ | ن-ص | ن-ض | الترتيب |
| --------- | -------- | -------- | --- | --- | --- | --- | --- | --- | ------- |
| نهال مشرف | فردي     | ز        | 0   | 5   | 1   | 15  | 182 | 333 | 41 م    |

## 1992
| م | الاسم        | العمر | الرياضة     |
| - | ------------ | ----- | ----------- |
| 1 | نهال مشرف    | 21    | تنس الطاولة |
| 2 | هبة حفني     | 19    | الجودو      |
| 3 | رانيا علواني | 14    | السباحة     |

زاد عدد المشاركات في الألعاب الأولمبية الصيفية 1992 في برشلونة إلى 3 لاعبات، من أصل 2,721 رياضيّة من مختلف الجنسيات، وقد شهدت الدورة المشاركة الثانية لنهال مشرف، كأول رياضية مصرية تشارك في دورتي ألعاب أولمبيتين. كما شهدت منافسة سيدات مصر في رياضة جديدة وهي الجودو من خلال هبة حفني، وهي خامس رياضة تنافس بها سيدات مصر بعد السباحة والسباحة الإيقاعية والغطس وتنس الطاولة. أما ثالث الرياضِيّات فكانت رانيا علواني، والتي كانت أصغر لاعبة في البعثة المصرية كلها بعمر 14 عامًا و286 يومًا.
لم تكن المشاركة النسائية المصرية في هذه الدورة قوية على الإطلاق، فلم تتجاوز رانيا علواني المرحلة التمهيدية في أحداث السباحة الأربعة التي شاركت فيها؛ 50 و100 و200 متر حرة و100 متر ظهر. وفي الجودو حلّت هبة حفني في المركز الأخير مكرر من بين 21 متنافسة في فئة وزنها. وأخيرًا في تنس الطاولة، تحسّن الترتيب النهائي لنهال مشرف عن الدورة السابقة فحلّت في المركز الـ33 مكرّر بعد خسارتها مباراتين وفوزها بواحدة في مجموعتها في الدور التمهيدي. وكانت المشاركة تفصيليًّا كالتالي:
السباحة
| الرياضيّة     | الحدث       | التمهيدي | التمهيدي | النهائي  | النهائي  |
| الرياضيّة     | الحدث       | الوقت    | الترتيب  | الوقت    | الترتيب  |
| ------------ | ----------- | -------- | -------- | -------- | -------- |
| رانيا علواني | 50 متر حرة  | 27.20    | 32       | لم تتأهل | لم تتأهل |
| رانيا علواني | 100 متر حرة | 58.82    | 30       | لم تتأهل | لم تتأهل |
| رانيا علواني | 200 متر حرة | 2:08.93  | 31       | لم تتأهل | لم تتأهل |
| رانيا علواني | 100 متر ظهر | 1:10.12  | 45       | لم تتأهل | لم تتأهل |

الجودو
| الرياضيّة | الحدث   | دور الـ32                                | دور الـ16       | ربع النهائي     | نصف النهائي     | إعادة التأهيل 1 | إعادة التأهيل 2 | إعادة التأهيل 3 | النهائي/ م ب    | النهائي/ م ب | الترتيب النهائي |
| الرياضيّة | الحدث   | المنافس النتيجة                          | المنافس النتيجة | المنافس النتيجة | المنافس النتيجة | المنافس النتيجة | المنافس النتيجة | المنافس النتيجة | المنافس النتيجة | الترتيب      | الترتيب النهائي |
| -------- | ------- | ---------------------------------------- | --------------- | --------------- | --------------- | --------------- | --------------- | --------------- | --------------- | ------------ | --------------- |
| هبة حفني | +72 كجم | سفيتلانا غاوندارينكو (الفريق الموحد) · خ | لم تتأهل        | لم تتأهل        | لم تتأهل        | لم تتأهل        | لم تتأهل        | لم تتأهل        | لم تتأهل        | لم تتأهل     | 20م             |

تنس الطاولة
| الرياضيّة  | المنافسة | ف-م | خ-م | ف-أ | خ-أ | ن-ص | ن-ض | الترتيب |
| --------- | -------- | --- | --- | --- | --- | --- | --- | ------- |
| نهال مشرف | فردي     | 1   | 2   | 2   | 4   | 97  | 116 | 33 م    |

## 1996
| م | الاسم        | العمر | الرياضة |
| - | ------------ | ----- | ------- |
| 1 | هبة حفني     | 23    | الجودو  |
| 2 | رانيا علواني | 18    | السباحة |

انخفض عدد المشاركات المصريات في الألعاب الأولمبية الصيفية 1996 في أتلانتا إلى رياضِيّتين فقط من بين 3,520 رياضِيَّة من مختلف الجنسيات، وهي آخر دورة تشهد نقص في عدد المشاركات المصريات عن سابقتها، ولم تكن من بين المشاركتين أية وجوه جديدة تمثّل مصر في الأولمبياد لأول مرة، فشاركت هبة حفني ورانيا علواني للمرة الثانية لهما بعد المشاركة في الأولمبياد السابقة في برشلونة، وكانت رانيا علواني هي اللاعبة الأصغر في البعثة المصرية كلها بعمر 18 عامًا و280 يومًا، بالتالي اقتصرت المشاركة النسائية هذه المرة على لعبتين فقط، ليس من بينهما أية لعبات تُمَثَّل لأول مرة أيضًا، الجودو والسباحة.
تقدّمت هبة حفني هذه المرة في ترتيبها عن مشاركتها في الدورة السابقة، لتحل في المركز التاسع مكرر في الترتيب النهائي من بين 20 لاعبة في منافسات الجودو - وزن ثقيل. وتقدّمت رانيا علواني هي الأخرى عن مشاركتها في الدورة السابقة في الترتيب النهائي على مستوى سباقي 50 و100 متر حرة، بينما تراجعت في سباق 200 متر حرة. وكانت المشاركة تفصيليًا كالتالي:
الجودو
| الرياضيّة | الحدث   | دور الـ32       | دور الـ16                 | ربع النهائي               | نصف النهائي     | إعادة التأهيل 1 | إعادة التأهيل 2 | إعادة التأهيل 3 | النهائي/ م ب    | النهائي/ م ب | الترتيب النهائي |
| الرياضيّة | الحدث   | المنافس النتيجة | المنافس النتيجة           | المنافس النتيجة           | المنافس النتيجة | المنافس النتيجة | المنافس النتيجة | المنافس النتيجة | المنافس النتيجة | الترتيب      | الترتيب النهائي |
| -------- | ------- | --------------- | ------------------------- | ------------------------- | --------------- | --------------- | --------------- | --------------- | --------------- | ------------ | --------------- |
| هبة حفني | +72 كجم | -               | هيدي بيرنت (أستراليا) · ف | بيتا ماكسيمو (بولندا) · خ | لم تتأهل        | لم تتأهل        | لم تتأهل        | لم تتأهل        | لم تتأهل        | لم تتأهل     | 9م              |

السباحة
| الرياضيّة     | الحدث       | التمهيدي | التمهيدي | النهائي  | النهائي  |
| الرياضيّة     | الحدث       | الوقت    | الترتيب  | الوقت    | الترتيب  |
| ------------ | ----------- | -------- | -------- | -------- | -------- |
| رانيا علواني | 50 متر حرة  | 26.26    | 18       | لم تتأهل | لم تتأهل |
| رانيا علواني | 100 متر حرة | 56.89    | 19       | لم تتأهل | لم تتأهل |
| رانيا علواني | 200 متر حرة | 2:06.94  | 34       | لم تتأهل | لم تتأهل |

## 2000
| م  | الاسم            | العمر | الرياضة           |
| -- | ---------------- | ----- | ----------------- |
| 1  | شيرين طعمة       | 18    | الجمباز الإيقاعي  |
| 2  | هبة حفني         | 27    | الجودو            |
| 3  | مروة سلطان       | 17    | الرماية           |
| 4  | هبة الله الوزن   | 23    | الرماية           |
| 5  | ياسمين حلمي      | 21    | الرماية           |
| 6  | رانيا علواني     | 22    | السباحة           |
| 7  | سارة عبد الجواد  | 18    | السباحة الإيقاعية |
| 8  | هبة عبد الجواد   | 18    | السباحة الإيقاعية |
| 9  | شيماء عفيفي      | 19    | التايكوندو        |
| 10 | بسنت عثمان       | 23    | تنس الطاولة       |
| 11 | شهيرة الألفي     | 23    | تنس الطاولة       |
| 12 | شيماء عبد العزيز | 19    | تنس الطاولة       |
| 13 | نجوان الزواوي    | 24    | رفع الأثقال       |
| 14 | شيماء الجمال     | 20    | المبارزة          |
| 15 | مي مصطفى         | 17    | المبارزة          |

بلغ عدد الرياضيات المصريات المشاركات في الألعاب الأولمبية الصيفية 2000 في سيدني إلى 15 رياضِيّة، وهو أكبر عدد منذ بدء المشاركة المصرية النسائية في الألعاب الأولمبية الصيفية. وشهدت الدورة مشاركة مصر في 5 رياضات جديدة لم تنافس فيها من قبل، وهي الجمباز الإيقاعي والرماية والتايكوندو ورفع الأثقال والمبارزة، وبالإضافة للسباحة والسباحة الإيقاعية والغطس وتنس الطاولة والجودو، أصبح عدد الرياضات التي شاركت بها سيدات مصر منذ بدء ظهورها في الأولمبياد 10 رياضات.
شاركت في الأولمبياد للمرة الثالثة على التوالي كلًا من هبة حفني ورانيا علواني. وقد حققت هبة المركز التاسع في الترتيب النهائي لمنافسات الوزن الثقيل في الجودو، وهو نفس ترتيبها في الدورة السابقة. أما رانيا فتفوقت عن مشاركاتها السابقة في الأولمبياد فتأهلت لنصف النهائي في منافسات 50 و100 متر حرة، محرزة المركز الأول في مجموعتها في الدور التمهيدي في السباقين، لتتأهل إلى نصف النهائي حيث حلّت في مجموعتيها في المركزين السادس والثامن على الترتيب ولم تتأهل للنهائي، أما سباق الـ200 متر حرة فحلّت في المركز الأول في مجموعتها في الدور التمهيدي أيضًا، لكن ترتيبها العام لم يساعدها للتأهل إلى نصف النهائي. باقي اللاعبات لم يبرزن بصورة كبيرة، والمشاركة تفصيليًا كالتالي:
الجمباز الإيقاعي
| الرياضيّة   | الحدث | الحبل      | الحلقة     | الكرة      | الشريطة    | المجموع | الترتيب النهائي |
| ---------- | ----- | ---------- | ---------- | ---------- | ---------- | ------- | --------------- |
| شيرين طعمة | فردي  | 9.241 (24) | 9.250 (24) | 9.170 (24) | 9.141 (24) | 36.802  | 24              |

الجودو
| الرياضيّة | الحدث   | دور الـ32       | دور الـ16               | ربع النهائي     | نصف النهائي     | إعادة التأهيل 1                  | إعادة التأهيل 2           | إعادة التأهيل 3 | النهائي/ م ب    | النهائي/ م ب | الترتيب النهائي |
| الرياضيّة | الحدث   | المنافس النتيجة | المنافس النتيجة         | المنافس النتيجة | المنافس النتيجة | المنافس النتيجة                  | المنافس النتيجة           | المنافس النتيجة | المنافس النتيجة | الترتيب      | الترتيب النهائي |
| -------- | ------- | --------------- | ----------------------- | --------------- | --------------- | -------------------------------- | ------------------------- | --------------- | --------------- | ------------ | --------------- |
| هبة حفني | +78 كجم | -               | ساندرا كوبن (روسيا) · خ | لم تتأهل        | لم تتأهل        | مارينا بروكوفيافا (أوكرانيا) · ف | كريستين سيكوت (فرنسا) · خ | لم تتأهل        | لم تتأهل        | لم تتأهل     | 9م              |

الرماية
كانت مروة سلطان هي أصغر اللاعبين عمرًا في منافسات الرماية بعمر 17 عامًا و229 يومًا.
| الرياضيّة       | الحدث              | التصفيات | التصفيات | النهائي  | النهائي  |
| الرياضيّة       | الحدث              | النتيجة  | الترتيب  | النتيجة  | الترتيب  |
| -------------- | ------------------ | -------- | -------- | -------- | -------- |
| مروة سلطان     | 10 متر بندقية هواء | 376      | 49       | لم تتأهل | لم تتأهل |
| ياسمين حلمي    | 10 متر بندقية هواء | 390      | 28 م     | لم تتأهل | لم تتأهل |
| هبة الله الوزن | 10 متر مسدس هواء   | 379      | 16 م     | لم تتأهل | لم تتأهل |

السباحة
| الرياضيّة     | الحدث       | التمهيدي | التمهيدي | نصف النهائي | نصف النهائي | النهائي  | النهائي  | الترتيب النهائي |
| الرياضيّة     | الحدث       | الوقت    | الترتيب  | الوقت       | الترتيب     | الوقت    | الترتيب  | الترتيب النهائي |
| ------------ | ----------- | -------- | -------- | ----------- | ----------- | -------- | -------- | --------------- |
| رانيا علواني | 50 متر حرة  | 25.87    | 1        | 25.95       | 8           | لم تتأهل | لم تتأهل | 15              |
| رانيا علواني | 100 متر حرة | 56.31    | 1        | 55.85       | 6           | لم تتأهل | لم تتأهل | 11              |
| رانيا علواني | 200 متر حرة | 02:01.93 | 1        | لم تتأهل    | لم تتأهل    | لم تتأهل | لم تتأهل | 21              |

السباحة الإيقاعية
| الرياضيّة/ات                    | الحدث | التمهيدي | التمهيدي | التصفيات  | التصفيات  | النهائي   | النهائي   |
| الرياضيّة/ات                    | الحدث | النقاط   | الترتيب  | النقاط    | الترتيب   | الترتيب   | النقاط    |
| ------------------------------ | ----- | -------- | -------- | --------- | --------- | --------- | --------- |
| هبة عبد الجواد سارة عبد الجواد | زوجي  | 85.021   | 20       | لم تتأهلا | لم تتأهلا | لم تتأهلا | لم تتأهلا |

التايكوندو
| الرياضيّة    | الحدث   | الدور الأول                     | ربع النهائي     | نصف النهائي     | إعادة التأهيل 1 | إعادة التأهيل 2 | النهائي / م ب   | النهائي / م ب | الترتيب النهائي |
| الرياضيّة    | الحدث   | المنافس النتيجة                 | المنافس النتيجة | المنافس النتيجة | المنافس النتيجة | المنافس النتيجة | المنافس النتيجة | الترتيب       | الترتيب النهائي |
| ----------- | ------- | ------------------------------- | --------------- | --------------- | --------------- | --------------- | --------------- | ------------- | --------------- |
| شيماء عفيفي | −57 كجم | أريتي أثاناسوبولو (اليونان) · خ | لم تتأهل        | لم تتأهل        | لم تتأهل        | لم تتأهل        | لم تتأهل        | لم تتأهل      | 10م             |

تنس الطاولة
| الرياضيّة/تان                | المنافسة | المجموعة | ف-م | خ-م | ف-أ | خ-أ | ن-ص | ن-ض | الترتيب |
| --------------------------- | -------- | -------- | --- | --- | --- | --- | --- | --- | ------- |
| شهيرة الألفي                | فردي     | O        | 0   | 2   | 0   | 6   | 61  | 126 | 49 م    |
| شيماء عبد العزيز            | فردي     | M        | 0   | 2   | 0   | 6   | 74  | 126 | 49 م    |
| بسنت عثمان شيماء عبد العزيز | زوجي     | O        | 0   | 2   | 0   | 4   | 45  | 84  | 25 م    |

رفع الأثقال
| الرياضيّة      | الحدث    | خطف  | خطف  | خطف  | نتر   | نتر   | نتر   | المجموع | الترتيب  |
| الرياضيّة      | الحدث    | 1    | 2    | 3    | 1     | 2     | 3     | المجموع | الترتيب  |
| ------------- | -------- | ---- | ---- | ---- | ----- | ----- | ----- | ------- | -------- |
| نجوان الزواوي | – 69 كجم | 87.5 | 92.5 | 95.0 | 110.0 | 110.0 | 110.0 | —       | لا ترتيب |

المبارزة
| الرياضيّة     | الحدث    | دور الـ32                      | دور الـ16       | ربع النهائي     | نصف النهائي     | النهائي / م ب   | النهائي / م ب | الترتيب النهائي |
| الرياضيّة     | الحدث    | المنافس النتيجة                | المنافس النتيجة | المنافس النتيجة | المنافس النتيجة | المنافس النتيجة | الترتيب       | الترتيب النهائي |
| ------------ | -------- | ------------------------------ | --------------- | --------------- | --------------- | --------------- | ------------- | --------------- |
| مي مصطفى     | سيف فردي | لي نا (الصين) · خ              | لم تتأهل        | لم تتأهل        | لم تتأهل        | لم تتأهل        | لم تتأهل      | 39م             |
| شيماء الجمال | شيش فردي | آن مارش (الولايات المتحدة) · خ | لم تتأهل        | لم تتأهل        | لم تتأهل        | لم تتأهل        | لم تتأهل      | 40              |

## 2004
| م  | الاسم            | العمر | الرياضة           |
| -- | ---------------- | ----- | ----------------- |
| 1  | سماح رمضان       | 26    | الجودو            |
| 2  | عبير عيسوي       | 17    | التايكوندو        |
| 3  | جيرمين أنور      | 17    | التايكوندو        |
| 4  | دعاء موسى        | 22    | التجديف           |
| 5  | آية مدني         | 15    | الخماسي الحديث    |
| 6  | دينا حسني        | 20    | الرماية           |
| 7  | شيماء عبد اللطيف | 23    | الرماية           |
| 8  | سلامة إسماعيل    | 17    | السباحة           |
| 9  | داليا علام       | 23    | السباحة الإيقاعية |
| 10 | هبة عبد الجواد   | 22    | السباحة الإيقاعية |
| 11 | شيماء الجمال     | 24    | المبارزة          |
| 12 | مي منصور         | 19    | النبالة           |
| 13 | لمياء بهنساوي    | 19    | النبالة           |
| 14 | مروة حسين        | 26    | ألعاب القوى       |
| 15 | نهلة رمضان       | 19    | رفع الأثقال       |
| 16 | إنجي محمد        | 19    | رفع الأثقال       |

زاد عدد المشاركات من مصر في الألعاب الأولمبية الصيفية 2004 في أثينا عن الأولمبياد السابقة، ليبلغ 16 رياضِيّة مصرية في 11 رياضة مختلفة. وشاركت مصر لأول مرة في فئة السيدات في رياضات التجديف والخماسي الحديث والنبالة وألعاب القوى، ليصل عدد الرياضات المختلفة التي شاركت فيها سيدات مصر إلى 14 رياضة. وشاركت كلًا من هبة عبد الجواد وشيماء الجمال للمرة الثانية على التوالي في الأولمبياد، أما باقي اللاعبات فكانت هذه الدورة هي الظهور الأول لهن في الأولمبياد. وكانت آية مدني هي أصغر لاعبة في منافسات الخماسي الحديث على مستوى الرجال والسيدات بعمر 15 عامًا و281 يومًا.
الجودو
| الرياضيّة   | الحدث   | دور الـ32                           | دور الـ16       | ربع النهائي     | نصف النهائي     | إعادة التأهيل 1                            | إعادة التأهيل 2 | إعادة التأهيل 3 | النهائي/ م ب    | النهائي/ م ب |
| الرياضيّة   | الحدث   | المنافس النتيجة                     | المنافس النتيجة | المنافس النتيجة | المنافس النتيجة | المنافس النتيجة                            | المنافس النتيجة | المنافس النتيجة | المنافس النتيجة | الترتيب      |
| ---------- | ------- | ----------------------------------- | --------------- | --------------- | --------------- | ------------------------------------------ | --------------- | --------------- | --------------- | ------------ |
| سماح رمضان | +78 كجم | دونجوزاشفيللي (روسيا) · خ 0001–1001 | لم تتأهل        | لم تتأهل        | لم تتأهل        | تشوي سوك-لي (كوريا الجنوبية) · خ 0000–1000 | لم تتأهل        | لم تتأهل        | لم تتأهل        | لم تتأهل     |

التايكوندو
| الرياضيّة    | الحدث   | دور الـ16                          | ربع النهائي     | نصف النهائي     | إعادة التأهيل 1 | إعادة التأهيل 2 | النهائي / م ب   | النهائي / م ب |
| الرياضيّة    | الحدث   | المنافس النتيجة                    | المنافس النتيجة | المنافس النتيجة | المنافس النتيجة | المنافس النتيجة | المنافس النتيجة | الترتيب       |
| ----------- | ------- | ---------------------------------- | --------------- | --------------- | --------------- | --------------- | --------------- | ------------- |
| جيرمين أنور | −49 كجم | غوندا (كندا) · خ 2–3               | لم تتأهل        | لم تتأهل        | لم تتأهل        | لم تتأهل        | لم تتأهل        | لم تتأهل      |
| عبير عيسوي  | −57 كجم | تشي شو جي (تايبيه الصينية) · خ 0–8 | لم تتأهل        | لم تتأهل        | لم تتأهل        | لم تتأهل        | لم تتأهل        | لم تتأهل      |

التجديف
| الرياضيّة | الحدث | التمهيدي | التمهيدي | إعادة التأهيل | إعادة التأهيل | نصف النهائي | نصف النهائي | النهائي | النهائي |
| الرياضيّة | الحدث | الوقت    | الترتيب  | الوقت         | الترتيب       | الوقت       | الترتيب     | الوقت   | الترتيب |
| --- | ----- | -------- | -------- | ------------- | ------------- | ----------- | ----------- | ------- | ------- |
| دعاء موسى | فردي  | 8:26.87  | 6 R      | 8:16.57       | 5 SC/D        | 8:22.45     | 6 FD        | 8:34.80 | 24      |
| الرموز: FA=نهائي A (ميدالية)؛ FB=نهائي B (بدون ميدالية)؛ FC=نهائي B C (بدون ميدالية)؛ FD=نهائي B D (بدون ميدالية)؛ FE=نهائي E (بدون ميدالية)؛ FF=نهائيB F (بدون ميدالية)؛ SA/B=نصف النهائي A/B؛ SC/D=نصف النهائي C/D؛ SE/F=نصف النهائي E/F؛ R=إعادة التأهيل |       |          |          |               |               |             |             |         |         |

الخماسي الحديث
شهد مشاركة آية مدني من مصر كأصغر لاعبة في منافسات الخماسي الحديث على مستوى الرجال والسيدات بعمر 15 عامًا و281 يومًا.
| الرياضيّة | الحدث          | الرماية (10 م مسدس هوائي) | الرماية (10 م مسدس هوائي) | الرماية (10 م مسدس هوائي) | المبارزة (مبارزة سيف لمسة واحدة) | المبارزة (مبارزة سيف لمسة واحدة) | المبارزة (مبارزة سيف لمسة واحدة) | السباحة (200 متر حرة) | السباحة (200 متر حرة) | السباحة (200 متر حرة) | ركوب الخيل (عرض الوثب) | ركوب الخيل (عرض الوثب) | ركوب الخيل (عرض الوثب) | الجري (3000 متر) | الجري (3000 متر) | الجري (3000 متر) | مجموع النقاط | الترتيب النهائي |
| الرياضيّة | الحدث          | النقاط                    | الترتيب                   | نقاط MP                   | النقاط                           | الترتيب                          | نقاط MP                          | النقاط                | الترتيب               | نقاط MP               | الأخطاء                | الترتيب                | نقاط MP                | الزقت            | الترتيب          | نقاط MP          | مجموع النقاط | الترتيب النهائي |
| -------- | -------------- | ------------------------- | ------------------------- | ------------------------- | -------------------------------- | -------------------------------- | -------------------------------- | --------------------- | --------------------- | --------------------- | ---------------------- | ---------------------- | ---------------------- | ---------------- | ---------------- | ---------------- | ------------ | --------------- |
| آية مدني | الخماسي الحديث | 181                       | 4                         | 1108                      | 12–19                            | 26 م                             | 720                              | 2:21.37               | 13                    | 1224                  | 224                    | 27                     | 976                    | 12:04.06         | 31               | 824              | 4852         | 28              |

الرماية
| الرياضيّة         | الحدث              | التصفيات | التصفيات | النهائي  | النهائي  |
| الرياضيّة         | الحدث              | النقاط   | الترتيب  | النقاط   | الترتيب  |
| ---------------- | ------------------ | -------- | -------- | -------- | -------- |
| شيماء عبد اللطيف | 10 متر بندقية هواء | 388      | 33م      | لم تتأهل | لم تتأهل |
| دينا حسني        | 10 متر بندقية هواء | 391      | 27م      | لم تتأهل | لم تتأهل |

السباحة
| الرياضيّة      | الحدث       | التمهيدي | التمهيدي | نصف النهائي | نصف النهائي | النهائي  | النهائي  |
| الرياضيّة      | الحدث       | الوقت    | الترتيب  | الوقت       | الترتيب     | الوقت    | الترتيب  |
| ------------- | ----------- | -------- | -------- | ----------- | ----------- | -------- | -------- |
| سلامة إسماعيل | 100 متر ظهر | 1:12.20  | 28       | لم تتأهل    | لم تتأهل    | لم تتأهل | لم تتأهل |

السباحة الإيقاعية
| الرياضيّة/ات               | الحدث | عرض فني | عرض فني | عرض حر (التمهيدي) | عرض حر (التمهيدي)  | عرض حر (التمهيدي) | عرض حر (النهائي) | عرض حر (النهائي)   | عرض حر (النهائي) |
| الرياضيّة/ات               | الحدث | النقاط  | الترتيب | النقاط            | المجموع (فني + حر) | الترتيب           | النقاط           | المجموع (فني + حر) | الترتيب          |
| ------------------------- | ----- | ------- | ------- | ----------------- | ------------------ | ----------------- | ---------------- | ------------------ | ---------------- |
| هبة عبد الجواد داليا علام | زوجي  | 41.167  | 21      | 41.667            | 82.834             | 21                | لم تتأهلا        | لم تتأهلا          | لم تتأهلا        |

المبارزة
| الرياضيّة     | الحدث    | دور الـ32              | دور الـ16       | ربع النهائي     | نصف النهائي     | النهائي / م ب   | النهائي / م ب |
| الرياضيّة     | الحدث    | المنافس النتيجة        | المنافس النتيجة | المنافس النتيجة | المنافس النتيجة | المنافس النتيجة | الترتيب       |
| ------------ | -------- | ---------------------- | --------------- | --------------- | --------------- | --------------- | ------------- |
| شيماء الجمال | شيش فردي | بويكو (روسيا) · خ 7–13 | لم تتأهل        | لم تتأهل        | لم تتأهل        | لم تتأهل        | لم تتأهل      |

النبالة
| الرياضيّة      | الحدث | دور الترتيب | دور الترتيب | دورالـ64                                    | دورالـ32        | دورالـ16        | ربع النهائي     | نصف النهائي     | النهائي / م ب   | النهائي / م ب |
| الرياضيّة      | الحدث | النتيجة     | رقم         | المنافس النتيجة                             | المنافس النتيجة | المنافس النتيجة | المنافس النتيجة | المنافس النتيجة | المنافس النتيجة | الترتيب       |
| ------------- | ----- | ----------- | ----------- | ------------------------------------------- | --------------- | --------------- | --------------- | --------------- | --------------- | ------------- |
| لمياء بهنساوي | فردي  | 564         | 63          | لي سونغ جين (كوريا الجنوبية) · خ 127–164    | لم تتأهل        | لم تتأهل        | لم تتأهل        | لم تتأهل        | لم تتأهل        | لم تتأهل      |
| مي منصور      | فردي  | 536         | 64          | بارك سونغ هيون (كوريا الجنوبية) · خ 102–154 | لم تتأهل        | لم تتأهل        | لم تتأهل        | لم تتأهل        | لم تتأهل        | لم تتأهل      |

ألعاب القوى
| الرياضيّة  | الحدث       | التصفيات | التصفيات | النهائي  | النهائي  |
| الرياضيّة  | الحدث       | المسافة  | الترتيب  | المسافة  | الترتيب  |
| --------- | ----------- | -------- | -------- | -------- | -------- |
| مروة حسين | رمي المطرقة | 62.27    | 38       | لم تتأهل | لم تتأهل |

رفع الأثقال
| الرياضيّة   | الحدث   | خطف     | خطف     | نتر     | نتر     | المجموع | الترتيب |
| الرياضيّة   | الحدث   | النتيجة | الترتيب | النتيجة | الترتيب | المجموع | الترتيب |
| ---------- | ------- | ------- | ------- | ------- | ------- | ------- | ------- |
| إنجي محمد  | −48 كجم | 75      | 12م     | 90      | 13م     | 165     | 13      |
| نهلة رمضان | 75 كجم  | 120     | 3م      | 147.5   | ل/ت     | 120     | ل/ت     |

## 2008
| م  | الاسم            | العمر | الرياضة            |
| -- | ---------------- | ----- | ------------------ |
| 1  | نهى يسري         | 16    | تنس الطاولة        |
| 2  | شيماء عبد العزيز | 27    | تنس الطاولة        |
| 3  | هبة أحمد         | 23    | التجديف            |
| 4  | شيرين الزيني     | 17    | الجمباز            |
| 5  | سماح رمضان       | 30    | الجودو             |
| 6  | آية مدني         | 19    | الخماسي الحديث     |
| 7  | أمنية فخري       | 26    | الخماسي الحديث     |
| 8  | منى الهواري      | 45    | الرماية            |
| 9  | شيماء عبد اللطيف | 27    | الرماية            |
| 10 | نوران صالح       | 20    | السباحة الإيقاعية  |
| 11 | مي محمد          | 18    | السباحة الإيقاعية  |
| 12 | يمنى خلاف        | 16    | السباحة الإيقاعية  |
| 13 | داليا الجبالي    | 16    | السباحة الإيقاعية  |
| 14 | هاجر بدران       | 19    | السباحة الإيقاعية  |
| 15 | لمياء بدوي       | 20    | السباحة الإيقاعية  |
| 16 | شذى عبد الرحمن   | 15    | السباحة الإيقاعية  |
| 17 | عزيزة عبد الفتاح | 17    | السباحة الإيقاعية  |
| 18 | ريم عبد العظيم   | 15    | السباحة الإيقاعية  |
| 19 | إيمان شعبان      | 19    | المبارزة           |
| 20 | آية السيد        | 19    | المبارزة           |
| 21 | شيماء الجمال     | 28    | المبارزة           |
| 22 | إيمان الجمال     | 26    | المبارزة           |
| 23 | حياة فرج         | 21    | المصارعة الرومانية |
| 24 | سهى عبد العال    | 35    | النبالة            |
| 25 | عبير عبد الرحمن  | 16    | رفع الأثقال        |
| 26 | نهى عبد ربه      | 21    | التايكوندو         |
| 27 | هادية حسني       | 20    | كرة الريشة         |

زاد عدد المشاركات من مصر في الألعاب الأولمبية الصيفية 2008 في بكين بصورة كبيرة لأول مرة، ليبلغ 27 رياضِيّة مصرية في 13 رياضة مختلفة، بزيادة 11 رياضيّة عن الدورة السابقة. وارتفع أيضًا عدد الرياضات التي شاركت فيها سيدات مصر منذ بدء ظهورهن في الأولمبياد إلى 17 رياضة بعد المشاركة للمرة الأولى في رياضات الجمباز والمصارعة الرومانية وكرة الريشة. وشهدت الدورة أيضًا أكبر عدد من اللاعبات اللواتي سبق لهن المشاركة في الأولمبياد، وهن خمسة رياضيّات؛ سماح رمضان وآية مدني وشيماء عبد اللطيف وشيماء عبد العزيز (المشاركة الثانية) وشيماء الجمال (المشاركة الثالثة).
ظهرت سيدات مصر بصورة جيدة في بعض الرياضات في هذه الدورة، فحلت آية مدني في المركز الـ8 (من بين 36 لاعبة) في الترتيب النهائي لمنافسات الخماسي الحديث. كما حلّت نهى عبد ربه في المركز الخامس (من بين 16 لاعبة) في منافسات التايكوندو - وزن ثقيل. وأخيرًا عبير عبد الرحمن التي حلّت خامسة أيضًا في منافسات رفع الأثقال - وزن خفيف ثقيل.
أعلن يوم 12 يناير 2017 فوز الربّاعة عبير عبد الرحمن ببرونزية منافسات رفع الأثقال عن وزن 69 كجم بعد ثبوت تعاطي صاحبات المركزين الأول والثالث للمنشطات، لتعد بذلك أول ميدالية نسائية مصرية في تاريخ الألعاب الأولمبية الصيفية.
تنس الطاولة
| الرياضيّة         | الحدث | الدور التمهيدي                       | الدور 1          | الدور 2          | الدور 3          | الدور 4          | ربع النهائي      | نصف النهائي      | النهائي / م ب    | النهائي / م ب |
| الرياضيّة         | الحدث | المنافِسَة النتيجة                     | المنافِسَة النتيجة | المنافِسَة النتيجة | المنافِسَة النتيجة | المنافِسَة النتيجة | المنافِسَة النتيجة | المنافِسَة النتيجة | المنافِسَة النتيجة | الترتيب       |
| ---------------- | ----- | ------------------------------------ | ---------------- | ---------------- | ---------------- | ---------------- | ---------------- | ---------------- | ---------------- | ------------- |
| شيماء عبد العزيز | فردي  | بان لي تشون (تايبيه الصينية) · خ 0–4 | لم تتأهل         | لم تتأهل         | لم تتأهل         | لم تتأهل         | لم تتأهل         | لم تتأهل         | لم تتأهل         | لم تتأهل      |
| نهى يسري         | فردي  | سوروتشينسكايا (أوكرانيا) · خ 0–4     | لم تتأهل         | لم تتأهل         | لم تتأهل         | لم تتأهل         | لم تتأهل         | لم تتأهل         | لم تتأهل         | لم تتأهل      |

التجديف
| الرياضِيّة | الحدث | التمهيدي | التمهيدي    | ربع النهائي | ربع النهائي | نصف النهائي | نصف النهائي | النهائي | النهائي |
| الرياضِيّة | الحدث | الوقت    | الترتيب     | الوقت       | الترتيب     | الوقت       | الترتيب     | الوقت   | الترتيب |
| -------- | ----- | -------- | ----------- | ----------- | ----------- | ----------- | ----------- | ------- | ------- |
| هبة أحمد | فردي  | 8:46.96  | 4 للنهائي E | انتقلت      | انتقلت      | انتقلت      | انتقلت      | 8:07.10 | 24      |

الجمباز
| الرياضيّة     | الحدث           | التصفيات | التصفيات | التصفيات | التصفيات | التصفيات | التصفيات | النهائي  | النهائي  | النهائي  | النهائي  | النهائي  | النهائي  |
| الرياضيّة     | الحدث           | الوضع    | الوضع    | الوضع    | الوضع    | المجموع  | الترتيب  | الوضع    | الوضع    | الوضع    | الوضع    | المجموع  | الترتيب  |
| الرياضيّة     | الحدث           | F        | V        | UB       | BB       | المجموع  | الترتيب  | F        | V        | UB       | BB       | المجموع  | الترتيب  |
| ------------ | --------------- | -------- | -------- | -------- | -------- | -------- | -------- | -------- | -------- | -------- | -------- | -------- | -------- |
| شيرين الزيني | استعراضي - فردي | 12.650   | 13.750   | 10.600   | 13.000   | 50.000   | 61       | لم تتأهل | لم تتأهل | لم تتأهل | لم تتأهل | لم تتأهل | لم تتأهل |

الجودو
| الرياضيّة   | الحدث   | دور الـ32        | دور الـ16                  | ربع النهائي      | نصف النهائي      | إعادة التأهيل 1  | إعادة التأهيل 2                | إعادة التأهيل 3                            | النهائي / م ب    | النهائي / م ب |
| الرياضيّة   | الحدث   | المنافِسَة النتيجة | المنافِسَة النتيجة           | المنافِسَة النتيجة | المنافِسَة النتيجة | المنافِسَة النتيجة | المنافِسَة النتيجة               | المنافِسَة النتيجة                           | المنافِسَة النتيجة | الترتيب       |
| ---------- | ------- | ---------------- | -------------------------- | ---------------- | ---------------- | ---------------- | ------------------------------ | ------------------------------------------ | ---------------- | ------------- |
| سماح رمضان | +78 كجم | تلقائي           | أورتز (كوبا) · خ 0000–0110 | لم تتأهل         | لم تتأهل         | تلقائي           | شيبرد (أستراليا) · ف 1000–0000 | كيم يا يونغ (كوريا الجنوبية) · خ 0000–0200 | لم تتأهل         | لم تتأهل      |

الخماسي الحديث
| الرياضِيَّة   | الحدث          | الرماية (10 متر مسدس هواء) | الرماية (10 متر مسدس هواء) | الرماية (10 متر مسدس هواء) | المبارزة (سيف لمسة واحدة) | المبارزة (سيف لمسة واحدة) | المبارزة (سيف لمسة واحدة) | السباحة (200 متر حرة) | السباحة (200 متر حرة) | السباحة (200 متر حرة) | ركوب الخيل (عرض الوثب) | ركوب الخيل (عرض الوثب) | ركوب الخيل (عرض الوثب) | الجري (3000 متر) | الجري (3000 متر) | الجري (3000 متر) | مجموع النقاط | الترتيب النهائي |
| الرياضِيَّة   | الحدث          | النقاط                     | الترتيب                    | نقاط MP                    | النتيجة                   | الترتيب                   | نقاط MP                   | الوقت                 | الترتيب               | نقاط MP               | الأخطاء                | الترتيب                | نقاط MP                | الوقت            | الترتيب          | نقاط MP          | مجموع النقاط | الترتيب النهائي |
| ---------- | -------------- | -------------------------- | -------------------------- | -------------------------- | ------------------------- | ------------------------- | ------------------------- | --------------------- | --------------------- | --------------------- | ---------------------- | ---------------------- | ---------------------- | ---------------- | ---------------- | ---------------- | ------------ | --------------- |
| أمنية فخري | الخماسي الحديث | 186                        | 5                          | 1168                       | 17–18                     | 18م                       | 808                       | 2:15.72               | 9                     | 1292                  | 312                    | 35                     | 776                    | 11:32.10         | 33               | 952              | 4996         | 30              |
| آية مدني   | الخماسي الحديث | 184                        | 9                          | 1144                       | 22–13                     | 5م                        | 928                       | 2:15.69               | 8                     | 1292                  | 196                    | 30                     | 1004                   | 10:36.05         | 11               | 1176             | 5544         | 8               |

الرماية
| الرياضِيَّة         | الحدث              | التصفيات | التصفيات | النهائي  | النهائي  |
| الرياضِيَّة         | الحدث              | النقاط   | الترتيب  | النقاط   | الترتيب  |
| ---------------- | ------------------ | -------- | -------- | -------- | -------- |
| منى الهواري      | سكيت               | 50       | 19       | لم تتأهل | لم تتأهل |
| شيماء عبد اللطيف | 10 متر بندقية هواء | 393      | 23       | لم تتأهل | لم تتأهل |

السباحة الإيقاعية
| الرياضيّة/ات | الحدث | النظام الفني | النظام الفني | النظام الحر (التمهيدي) | النظام الحر (التمهيدي) | النظام الحر (التمهيدي) | النظام الحر (النهائي) | النظام الحر (النهائي) | النظام الحر (النهائي) |
| الرياضيّة/ات | الحدث | النقاط       | الترتيب      | النقاط                 | المجموع (فني + حر)     | الترتيب                | النقاط                | المجموع (فني + حر)    | الترتيب               |
| --- | ----- | ------------ | ------------ | ---------------------- | ---------------------- | ---------------------- | --------------------- | --------------------- | --------------------- |
| ريم عبد العظيم داليا الجبالي                                                                                    | زوجي  | 40.417       | 24           | 40.250                 | 80.667                 | 24                     | لم تتأهلا             | لم تتأهلا             | لم تتأهلا             |
| ريم عبد العظيم عزيزة عبد الفتاح شذى عبد الرحمن لمياء بدوي هاجر بدران داليا الجبالي يمنى خلاف مي محمد نوران صالح | فريق  | 39.750       | 8            | —                      | —                      | —                      | 41.083                | 80.833                | 8                     |

المبارزة
| الرياضِيّة/ات                           | الحدث    | دور الـ64                    | دور الـ32                             | دور الـ16     | ربع النهائي           | نصف النهائي                               | النهائي / م ب                                | النهائي / م ب |
| الرياضِيّة/ات                           | الحدث    | الخصم النتيجة                | الخصم النتيجة                         | الخصم النتيجة | الخصم النتيجة         | الخصم النتيجة                             | الخصم النتيجة                                | الترتيب       |
| ------------------------------------- | -------- | ---------------------------- | ------------------------------------- | ------------- | --------------------- | ----------------------------------------- | -------------------------------------------- | ------------- |
| آية السيد                             | سيف فردي | —                            | بيكوت (فرنسا) · خ 7–15                | لم تتأهل      | لم تتأهل              | لم تتأهل                                  | لم تتأهل                                     | لم تتأهل      |
| إيمان الجمال                          | شيش فردي | أنغاد-غاور (هولندا) · خ 4–13 | لم تتأهل                              | لم تتأهل      | لم تتأهل              | لم تتأهل                                  | لم تتأهل                                     | لم تتأهل      |
| شيماء الجمال                          | شيش فردي | إيمان شعبان (مصر) · ف 15–12  | نام هيون هي (كوريا الجنوبية) · خ 6–15 | لم تتأهل      | لم تتأهل              | لم تتأهل                                  | لم تتأهل                                     | لم تتأهل      |
| إيمان شعبان                           | شيش فردي | شيماء الجمال (مصر) · خ 12–15 | لم تتأهل                              | لم تتأهل      | لم تتأهل              | لم تتأهل                                  | لم تتأهل                                     | لم تتأهل      |
| إيمان الجمال شيماء الجمال إيمان شعبان | شيش فريق | —                            | —                                     | —             | روسيا (RUS) · خ 23–45 | تصنيف نصف النهائي · الصين (CHN) · خ 24–45 | تحديد المركز السابع · بولندا (POL) · خ 14–45 | 8             |

المصارعة الرومانية
| الرياضيّة | الحدث   | التصفيات                                 | دور الـ16        | ربع النهائي      | نصف النهائي      | إعادة التأهيل 1  | إعادة التأهيل 2  | النهائي / م ب    | النهائي / م ب |
| الرياضيّة | الحدث   | المنافِسَة النتيجة                         | المنافِسَة النتيجة | المنافِسَة النتيجة | المنافِسَة النتيجة | المنافِسَة النتيجة | المنافِسَة النتيجة | المنافِسَة النتيجة | الترتيب       |
| -------- | ------- | ---------------------------------------- | ---------------- | ---------------- | ---------------- | ---------------- | ---------------- | ---------------- | ------------- |
| حياة فرج | −63 كجم | راندي ميلر (الولايات المتحدة) · خ 0–3 PO | لم تتأهل         | لم تتأهل         | لم تتأهل         | لم تتأهل         | لم تتأهل         | لم تتأهل         | 13            |

النبالة
| الرياضِيَّة      | الحدث | دور الترتيب | دور الترتيب | دور الـ64                                | دور الـ32        | دور الـ16        | ربع النهائي      | نصف النهائي      | النهائي / م ب    | النهائي / م ب |
| الرياضِيَّة      | الحدث | النتيجة     | الرقم       | المنافِسَة النتيجة                         | المنافِسَة النتيجة | المنافِسَة النتيجة | المنافِسَة النتيجة | المنافِسَة النتيجة | المنافِسَة النتيجة | الترتيب       |
| ------------- | ----- | ----------- | ----------- | ---------------------------------------- | ---------------- | ---------------- | ---------------- | ---------------- | ---------------- | ------------- |
| سهى عبد العال | فردي  | 587         | 57          | فولكارد (بريطانيا العظمى) (8) · خ 95–107 | لم تتأهل         | لم تتأهل         | لم تتأهل         | لم تتأهل         | لم تتأهل         | لم تتأهل      |

رفع الأثقال
| الرياضِيّة        | الحدث   | خطف     | خطف     | نتر     | نتر     | المجموع | الترتيب |
| الرياضِيّة        | الحدث   | النتيجة | الترتيب | النتيجة | الترتيب | المجموع | الترتيب |
| --------------- | ------- | ------- | ------- | ------- | ------- | ------- | ------- |
| عبير عبد الرحمن | −69 كجم | 105     | 6       | 133     | 3       | 238     | الثالث  |

التايكوندو
| الرياضِيّة    | الحدث   | دور الـ16               | ربع النهائي      | نصف النهائي      | إعادة التأهيل                  | الميدالية البرونزية                | النهائي          | النهائي |
| الرياضِيّة    | الحدث   | المنافِسَة النتيجة        | المنافِسَة النتيجة | المنافِسَة النتيجة | المنافِسَة النتيجة               | المنافِسَة النتيجة                   | المنافِسَة النتيجة | الترتيب |
| ----------- | ------- | ----------------------- | ---------------- | ---------------- | ------------------------------ | ---------------------------------- | ---------------- | ------- |
| نهى عبد ربه | +67 كجم | سوليم (النرويج) · خ 3–9 | لم تتأهل         | لم تتأهل         | تشي تشو تشان (ماليزيا) · ف 5–1 | ستيفنسون (بريطانيا العظمى) · خ 1–5 | لم تتأهل         | 5       |

كرة الريشة
| الرياضِيَّة   | الحدث | دور الـ64                               | دور الـ32                         | دور الـ16        | ربع النهائي      | نصف النهائي      | النهائي / م ب    | النهائي / م ب |
| الرياضِيَّة   | الحدث | المنافِسَة النتيجة                        | المنافِسَة النتيجة                  | المنافِسَة النتيجة | المنافِسَة النتيجة | المنافِسَة النتيجة | المنافِسَة النتيجة | الترتيب       |
| ---------- | ----- | --------------------------------------- | --------------------------------- | ---------------- | ---------------- | ---------------- | ---------------- | ------------- |
| هادية حسني | فردي  | أنغولو (المكسيك) · ف 21–18, 7–21, 21–14 | ندلتشيفا (بلغاريا) · خ 7–21, 4–21 | لم تتأهل         | لم تتأهل         | لم تتأهل         | لم تتأهل         | لم تتأهل      |

## 2012
| م  | الاسم           | العمر | الرياضة            |
| -- | --------------- | ----- | ------------------ |
| 1  | هداية ملاك      | 19    | التايكوندو         |
| 2  | سهام الصوالحي   | 21    | التايكوندو         |
| 3  | فاطمة راشد      | 28    | التجديف            |
| 4  | سارة بركة       | 20    | التجديف            |
| 5  | شيرين الزيني    | 21    | الجمباز            |
| 6  | سلمى السعيد     | 20    | الجمباز            |
| 7  | ياسمين رستم     | 19    | الجمباز الإيقاعي   |
| 8  | آية مدني        | 23    | الخماسي الحديث     |
| 9  | منى الهواري     | 49    | الرماية            |
| 10 | نورهان عامر     | 19    | الرماية            |
| 11 | فريدة عثمان     | 17    | السباحة            |
| 12 | مي محمد         | 22    | السباحة الإيقاعية  |
| 13 | يمنى خلاف       | 20    | السباحة الإيقاعية  |
| 14 | سمر حسونة       | 24    | السباحة الإيقاعية  |
| 15 | داليا الجبالي   | 20    | السباحة الإيقاعية  |
| 16 | نور الأفندي     | 19    | السباحة الإيقاعية  |
| 17 | آية درويش       | 17    | السباحة الإيقاعية  |
| 18 | شذى عبد الرحمن  | 19    | السباحة الإيقاعية  |
| 19 | ريم عبد العظيم  | 19    | السباحة الإيقاعية  |
| 20 | سلمى زين        | 22    | المبارزة           |
| 21 | إيمان شعبان     | 23    | المبارزة           |
| 22 | رنا الحسيني     | 20    | المبارزة           |
| 23 | شيماء الجمال    | 32    | المبارزة           |
| 24 | إيمان الجمال    | 30    | المبارزة           |
| 25 | منى عبد العزيز  | 26    | المبارزة           |
| 26 | رباب عيد        | 21    | المصارعة الرومانية |
| 27 | ندى كامل        | 21    | النبالة            |
| 28 | دينا مشرف       | 18    | تنس الطاولة        |
| 29 | رغد مجدي        | 29    | تنس الطاولة        |
| 30 | نادين الدولتلي  | 19    | تنس الطاولة        |
| 31 | نهلة رمضان      | 27    | رفع الأثقال        |
| 32 | عصمت منصور      | 25    | رفع الأثقال        |
| 33 | عبير عبد الرحمن | 20    | رفع الأثقال        |
| 34 | هادية حسني      | 23    | كرة الريشة         |

كانت المشاركة النسائية المصرية الأكبر في الألعاب الأولمبية الصيفية حين شهدت مشاركة 34 رياضيَّة مصرية من بينهن 20 لاعبة يشاركن للمرة الأولى، و12 لاعبة للمرة الثانية، وآية مدني للمرة الثالثة، وشيماء الجمال للمرة الرابعة، كأول مصرية تشارك في أربعة دورات أولمبية منذ بدء التمثيل النسائي المصري في الأولمبياد عام 1984. كما كانت منى الهواري هي اللاعبة الأكبر عمرًا في البعثة المصرية كافة بعمر 49 عامًا و269 يومًا، وفريدة عثمان هي اللاعبة الأصغر عمرًا بعمر 17 عامًا و198 يومًا.
اقتربت سيدات مصر مرّة أخرى من تحقيق الميدالية النسائية المصرية الأولى، فحلّت كلًا من عبير عبد الرحمن ونهلة رمضان في المركز الخامس في منافسات رفع الأثقال فئتي +75 و-75 على الترتيب.
وبعد أربعة أعوام، قررت اللجنة الاوليمبية الدولية والاتحاد الدولي لرفع الاثقال منح الربّاعة عبير عبد الرحمن الميدالية الفضية عن وزن 75 كجم بعد ثبوت تعاطي أصحاب المراكز الثلاث الأولى للمنشطات، فأصبحت بذلك عبير عبد الرحمن أول لاعبة مصرية تحصل على ميدالية فضية في الأولمبياد.
في منافسات المصارعة الرومانية، شاركت مصر بـ16 لاعبًا، لكن التمثيل النسائي اقتصر على رباب عيد فقط. كانت السباحة الإيقاعية هي الرياضة ذات المشاركة النسائية المصرية الأكبر، فقد ضمت البعثة المصرية 8 لاعبات، من بينهن 3 لاعبات يشاركن في الأولمبياد لأول مرة. أما المشاركة الأكبر في الرياضات التي تحتمل مشاركة الجنسين فكانت المبارزة، وشاركت فيها 6 لاعبات و6 لاعبين رجال من مصر. أما الرياضات التي تحتمل مشاركة كلا الجنسين لكن اقتصرت فيها مشاركة مصر على السيدات فقط فكانت كرة الريشة بمشاركة هادية حسني، والرياضات التي تحتمل مشاركة كلا الجنسين لكن اقتصرت فيها مشاركة مصر على الرجال فكانت كرة القدم وسباق القوارب والمصارعة والفروسية والجودو وألعاب القوى والتي لم تشارك نورا السيد فيها رغم تسجيلها للمشاركة.
التايكوندو
| الرياضيّة      | الحدث   | دور الـ16                   | ربع النهائي             | نصف النهائي   | إعادة التأهيل | الميدالية البرونزية | النهائي       | النهائي  |
| الرياضيّة      | الحدث   | الخصم النتيجة               | الخصم النتيجة           | الخصم النتيجة | الخصم النتيجة | الخصم النتيجة       | الخصم النتيجة | الترتيب  |
| ------------- | ------- | --------------------------- | ----------------------- | ------------- | ------------- | ------------------- | ------------- | -------- |
| هداية ملاك    | −57 كجم | تيشونغ (نيوزيلندا) · ف 17–6 | هارنويس (فرنسا) · خ 6–8 | لم تتأهل      | لم تتأهل      | لم تتأهل            | لم تتأهل      | لم تتأهل |
| سهام الصوالحي | −67 كجم | جوهانسون (السويد) · خ 0–6   | لم تتأهل                | لم تتأهل      | لم تتأهل      | لم تتأهل            | لم تتأهل      | لم تتأهل |

التجديف
| الرياضيّة | الحدث          | التصفيات | التصفيات | إعادة التأهيل | إعادة التأهيل | نصف النهائي | نصف النهائي | النهائي | النهائي |
| الرياضيّة | الحدث          | الوقت    | الترتيب  | الوقت         | الترتيب       | الوقت       | الترتيب     | الوقت   | الترتيب |
| --- | -------------- | -------- | -------- | ------------- | ------------- | ----------- | ----------- | ------- | ------- |
| سارة بركة فاطمة راشد | وزن خفيف ثنائي | 7:45.23  | 6 R      | 7:54.01       | 6 FC          | تلقائي      | تلقائي      | 8:14.17 | 17      |
| الرموز: FA=نهائي A (ميدالية)؛ FB=نهائي B (بدون ميدالية)؛ FC=نهائي B C (بدون ميدالية)؛ FD=نهائي B D (بدون ميدالية)؛ FE=نهائي E (بدون ميدالية)؛ FF=نهائيB F (بدون ميدالية)؛ SA/B=نصف النهائي A/B؛ SC/D=نصف النهائي C/D؛ SE/F=نصف النهائي E/F؛ R=إعادة التأهيل |                |          |          |               |               |             |             |         |         |

الجمباز (الفني)
| الرياضيّة     | الحدث         | التصفيات | التصفيات | التصفيات | التصفيات | التصفيات | التصفيات | النهائي  | النهائي  | النهائي  | النهائي  | النهائي  | النهائي  |
| الرياضيّة     | الحدث         | الوضع    | الوضع    | الوضع    | الوضع    | المجموع  | الترتيب  | الوضع    | الوضع    | الوضع    | الوضع    | المجموع  | الترتيب  |
| الرياضيّة     | الحدث         | F        | V        | UB       | BB       | المجموع  | الترتيب  | F        | V        | UB       | BB       | المجموع  | الترتيب  |
| ------------ | ------------- | -------- | -------- | -------- | -------- | -------- | -------- | -------- | -------- | -------- | -------- | -------- | -------- |
| سلمى السعيد  | جميعها        | 12.500   | 13.533   | 12.566   | 13.066   | 51.665   | 41       | لم تتأهل | لم تتأهل | لم تتأهل | لم تتأهل | لم تتأهل | لم تتأهل |
| شيرين الزيني | أرضي          | 11.000   | —        | —        | —        | 11.000   | 82       | لم تتأهل | لم تتأهل | لم تتأهل | لم تتأهل | لم تتأهل | لم تتأهل |
| شيرين الزيني | عارضة التوازن | —        | —        | —        | 12.733   | 12.733   | 53       | لم تتأهل | لم تتأهل | لم تتأهل | لم تتأهل | لم تتأهل | لم تتأهل |

الجمباز الإيقاعي
| الرياضيّة    | الحدث | التصفيات | التصفيات | التصفيات | التصفيات | التصفيات | التصفيات | النهائي  | النهائي  | النهائي  | النهائي  | النهائي  | النهائي  |
| الرياضيّة    | الحدث | الحلقة   | الكرة    | الهراوات | الشريطة  | المجموع  | الترتيب  | الحلقة   | الكرة    | الهراوات | الشريطة  | المجموع  | الترتيب  |
| ----------- | ----- | -------- | -------- | -------- | -------- | -------- | -------- | -------- | -------- | -------- | -------- | -------- | -------- |
| ياسمين رستم | فردي  | 23.925   | 23.775   | 25.050   | 23.500   | 96.250   | 23       | لم تتأهل | لم تتأهل | لم تتأهل | لم تتأهل | لم تتأهل | لم تتأهل |

الخماسي الحديث
| الرياضيّة | المبارزة (سيف لمسة واحدة) | المبارزة (سيف لمسة واحدة) | المبارزة (سيف لمسة واحدة) | السباحة (200 متر حرة) | السباحة (200 متر حرة) | السباحة (200 متر حرة) | ركوب الخيل (عرض الوثب) | ركوب الخيل (عرض الوثب) | ركوب الخيل (عرض الوثب) | مجتمعين: الرماية / الجري (10 متر مسدس هواء)/(3000 متر) | مجتمعين: الرماية / الجري (10 متر مسدس هواء)/(3000 متر) | مجتمعين: الرماية / الجري (10 متر مسدس هواء)/(3000 متر) | مجموع النقاط | الترتيب النهائي |
| الرياضيّة | النقاط                    | الترتيب                   | نقاط MP                   | الوقت                 | الترتيب               | نقاط MP               | الأخطاء                | الترتيب                | نقاط MP                | الوقت                                                  | الترتيب                                                | نقاط MP                                                | مجموع النقاط | الترتيب النهائي |
| -------- | ------------------------- | ------------------------- | ------------------------- | --------------------- | --------------------- | --------------------- | ---------------------- | ---------------------- | ---------------------- | ------------------------------------------------------ | ------------------------------------------------------ | ------------------------------------------------------ | ------------ | --------------- |
| آية مدني | 20–15                     | 8م                        | 880                       | 2:18.70               | 18                    | 1136                  | 76                     | 19                     | 1124                   | 12:31.92                                               | 21                                                     | 1996                                                   | 5136         | 16              |

الرماية
| الرياضيّة    | الحدث            | التصفيات | التصفيات | النهائي  | النهائي  |
| الرياضيّة    | الحدث            | النقاط   | الترتيب  | النقاط   | الترتيب  |
| ----------- | ---------------- | -------- | -------- | -------- | -------- |
| نورهان عامر | 10 متر مسدس هواء | 391      | 41       | لم تتأهل | لم تتأهل |
| منى الهواري | سكيت             | 51       | 17       | لم تتأهل | لم تتأهل |

السباحة
| الرياضيّة    | الحدث      | التصفيات | التصفيات | نصف النهائي | نصف النهائي | النهائي  | النهائي  |
| الرياضيّة    | الحدث      | الوقت    | الترتيب  | الوقت       | الترتيب     | الوقت    | الترتيب  |
| ----------- | ---------- | -------- | -------- | ----------- | ----------- | -------- | -------- |
| فريدة عثمان | 50 متر حرة | 26.34    | 40       | لم تتأهل    | لم تتأهل    | لم تتأهل | لم تتأهل |

السباحة الإيقاعية
تأهل المنتخب المصري للسباحة الإيقاعية للأولمبياد بعد أن حلّ متصدرًا للمنتخبات الأفريقية في بطولة العالم للرياضات المائية 2011. وهي المرة الثانية التي تتأهل فيها مصر للأولمبياد على مستوى المنتخبات بعد تأهلها سابقًا في دورة 2008. شاركت شذى عبد الرحمن وداليا الجبالي معًا في منافسات الثنائي وحلّتها في المركز الـ24 والأخير. وعلى مستوى الفرق، أنهت مصر مشاركتها في المركز السابع، متفوقة على أستراليا فقط.
| الرياضيّة/ات                                                                                   | الحدث | النظام الفني | النظام الفني | النظام الحر (التمهيدي) | النظام الحر (التمهيدي) | النظام الحر (التمهيدي) | النظام الحر (النهائي) | النظام الحر (النهائي) | النظام الحر (النهائي) |
| الرياضيّة/ات                                                                                   | الحدث | النقاط       | الترتيب      | النقاط                 | المجموع (فني + حر)     | الترتيب                | النقاط                | المجموع (فني + حر)    | الترتيب               |
| --------------------------------------------------------------------------------------------- | ----- | ------------ | ------------ | ---------------------- | ---------------------- | ---------------------- | --------------------- | --------------------- | --------------------- |
| شذى عبد الرحمن داليا الجبالي                                                                  | ثنائي | 75.700       | 24           | 76.400                 | 152.100                | 24                     | لم تتأهلا             | لم تتأهلا             | لم تتأهلا             |
| ريم عبد العظيم شذى عبد الرحمن آية درويش نور الأفندي داليا الجبالي سمر حسونة يمنى خلاف مي محمد | فرق   | 77.600       | 7            | غ/م                    | غ/م                    | غ/م                    | 78.360                | 155.960               | 7                     |

المبارزة
| الرياضيّة                                          | الحدث         | دور الـ64                            | دور الـ32                           | دور الـ16                       | ربع النهائي   | نصف النهائي   | النهائي/ م ب  | النهائي/ م ب |
| الرياضيّة                                          | الحدث         | الخصم النتيجة                        | الخصم النتيجة                       | الخصم النتيجة                   | الخصم النتيجة | الخصم النتيجة | الخصم النتيجة | الترتيب      |
| ------------------------------------------------- | ------------- | ------------------------------------ | ----------------------------------- | ------------------------------- | ------------- | ------------- | ------------- | ------------ |
| منى عبد العزيز                                    | فردي سيف      | هسو جي تي (تايبيه الصينية) · خ 10–15 | لم تتأهل                            | لم تتأهل                        | لم تتأهل      | لم تتأهل      | لم تتأهل      | لم تتأهل     |
| إيمان الجمال                                      | فردي شيش      | فيونمايور (فنزويلا) · خ 9–15         | لم تتأهل                            | لم تتأهل                        | لم تتأهل      | لم تتأهل      | لم تتأهل      | لم تتأهل     |
| شيماء الجمال                                      | فردي شيش      | منى شايتو (لبنان) · خ 6–7            | لم تتأهل                            | لم تتأهل                        | لم تتأهل      | لم تتأهل      | لم تتأهل      | لم تتأهل     |
| إيمان شعبان                                       | فردي شيش      | تلقائي                               | غيارت (فرنسا) · خ 2–15              | لم تتأهل                        | لم تتأهل      | لم تتأهل      | لم تتأهل      | لم تتأهل     |
| إيمان الجمال شيماء الجمال إيمان شعبان رنا الحسيني | فريق شيش      | —                                    | —                                   | بريطانيا العظمى (GBR) · خ 34–45 | لم يتأهلن     | لم يتأهلن     | لم يتأهلن     | لم يتأهلن    |
| سلمى زين                                          | فردي سيف عربي | —                                    | ووزنياك (الولايات المتحدة) · خ 6–15 | لم تتأهل                        | لم تتأهل      | لم تتأهل      | لم تتأهل      | لم تتأهل     |

المصارعة الرومانية
رباب عيد هي ثاني مصرية تشارك في منافسات المصارعة الرومانية في الأولمبياد بعد مشاركة حياة فرج في دورة 2008. وكانت رباب قد تأهلت لمنافسات المصارعة الرومانية الحرة فئة 55 كجم في الأولمبياد بعد أن حلّت ثانية في بطولة أفريقيا وأوقيانوسيا التأهيلية، خلف اللاعبة التونسية مروة عمري. وفي الأولمبياد، خرجت على يد اللاعبة الأوكرانية تيتيانا لازاريفا في دور الـ16.
| الرياضيّة | الحدث   | التصفيات      | دور الـ16                      | ربع النهائي   | نصف النهائي   | إعادة التأهيل 1 | إعادة التأهيل 2 | النهائي / م ب | النهائي / م ب |
| الرياضيّة | الحدث   | الخصم النتيجة | الخصم النتيجة                  | الخصم النتيجة | الخصم النتيجة | الخصم النتيجة   | الخصم النتيجة   | الخصم النتيجة | الترتيب       |
| -------- | ------- | ------------- | ------------------------------ | ------------- | ------------- | --------------- | --------------- | ------------- | ------------- |
| رباب عيد | −55 كجم | تلقائي        | لازاريفا (أوكرانيا) · خ 0–5 VT | لم تتأهل      | لم تتأهل      | لم تتأهل        | لم تتأهل        | لم تتأهل      | 16            |

النبالة
تأهلت ندى كامل، والتي سبق لها الفوز بسبعة ميداليات في دورة الألعاب العربية 2011، للأولمبياد بعد أن فازت ببطولة أفريقيا 2012. وفي الأولمبياد، أحرزت 611 نقطة في الدور الترتيبي لتحل في المركز ال56 من أصل 64 لاعبة. وخسرت في دور الـ64 أمام اللاعبة الروسية بيروفا بثلاثة أشواط للاشيء وتغادر الأولمبياد في المركز الـ 33 مكرر والأخير في الترتيب النهائي.

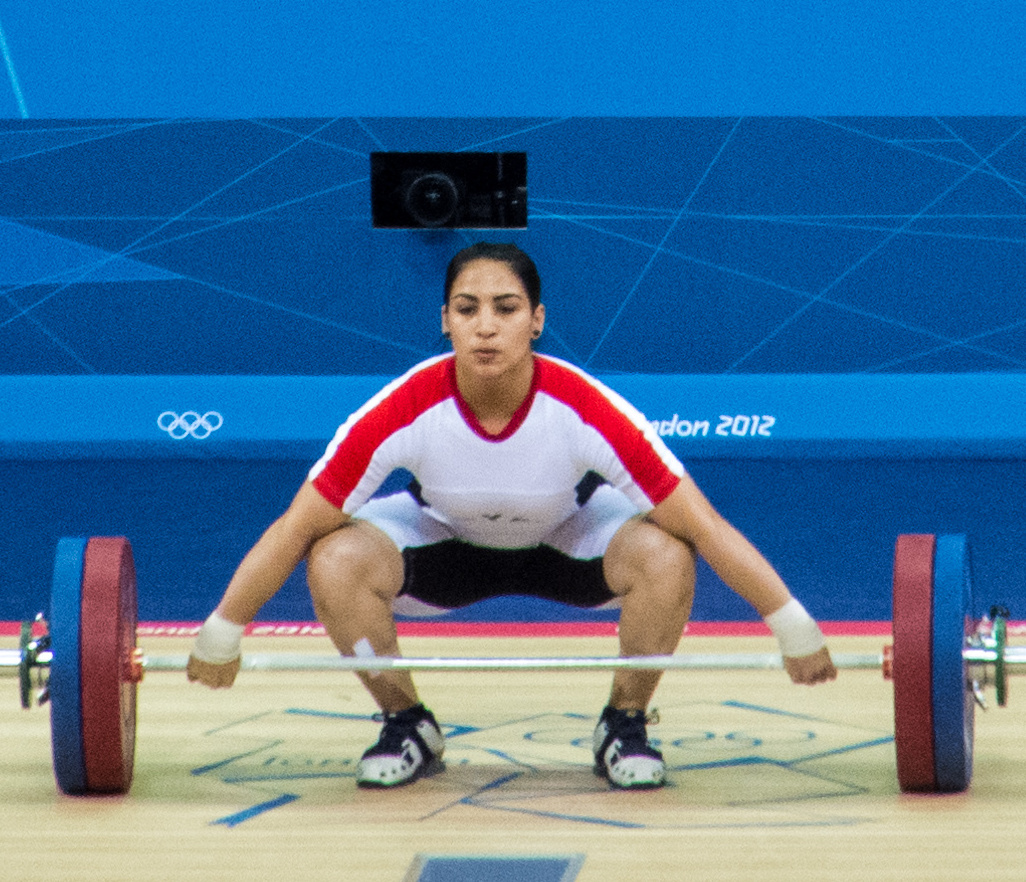
الربّاعة عبير عبد الرحمن في الألعاب الأولمبية الصيفية 2012 حين حلّت في المركز الخامس، قبل أن تعلن اللجنة الأولمبية الدولية والاتحاد الدولي لرفع الأثقال فوزها بالميدالية الفضّية الوحيدة في تاريخ المشاركة النسائية المصرية في الألعاب الأولمبية الصيفية، وذلك بعد ثبوّت تعاطي صاحبات المراكز الثلاث الأولى للمنشطات.

| الرياضيّة | الحدث | الدور الترتيبي | الدور الترتيبي | دور الـ64                  | دور الـ32     | دور الـ16     | ربع النهائي   | نصف النهائي   | النهائي/ م ب  | النهائي/ م ب |
| الرياضيّة | الحدث | المجموع        | الترتيب        | الخصم النتيجة              | الخصم النتيجة | الخصم النتيجة | الخصم النتيجة | الخصم النتيجة | الخصم النتيجة | الترتيب      |
| -------- | ----- | -------------- | -------------- | -------------------------- | ------------- | ------------- | ------------- | ------------- | ------------- | ------------ |
| ندى كامل | فردي  | 611            | 56             | بيروفا (روسيا) (9) · خ 0–6 | لم تتأهل      | لم تتأهل      | لم تتأهل      | لم تتأهل      | لم تتأهل      | لم تتأهل     |

تنس الطاولة
| الرياضيّة                          | الحدث | الدور التمهيدي         | الدور 1                 | الدور 2                  | الدور 3       | الدور 4              | ربع النهائي   | نصف النهائي   | النهائي/ م ب  | النهائي/ م ب |
| الرياضيّة                          | الحدث | الخصم النتيجة          | الخصم النتيجة           | الخصم النتيجة            | الخصم النتيجة | الخصم النتيجة        | الخصم النتيجة | الخصم النتيجة | الخصم النتيجة | الترتيب      |
| --------------------------------- | ----- | ---------------------- | ----------------------- | ------------------------ | ------------- | -------------------- | ------------- | ------------- | ------------- | ------------ |
| نادين الدولتلي                    | فردي  | تلقائي                 | سكوف (الدنمارك) · خ 0–4 | لم تتأهل                 | لم تتأهل      | لم تتأهل             | لم تتأهل      | لم تتأهل      | لم تتأهل      | لم تتأهل     |
| دينا مشرف                         | فردي  | إديم (نيجيريا) · ف 4–2 | نوسكوفا (روسيا) · ف 4–3 | سامارا (رومانيا) · خ 1–4 | لم تتأهل      | لم تتأهل             | لم تتأهل      | لم تتأهل      | لم تتأهل      | لم تتأهل     |
| نادين الدولتلي رغد مجدي دينا مشرف | فِرَق   | —                      | —                       | —                        | —             | هولندا (NED) · خ 0–3 | لم تتأهل      | لم تتأهل      | لم تتأهل      | لم تتأهل     |

رفع الأثقال
| الرياضيّة        | الحدث   | خطف     | خطف     | نتر     | نتر     | المجموع | الترتيب |
| الرياضيّة        | الحدث   | النتيجة | الترتيب | النتيجة | الترتيب | المجموع | الترتيب |
| --------------- | ------- | ------- | ------- | ------- | ------- | ------- | ------- |
| عصمت منصور      | −69 كجم | 105     | 9       | 130     | 9       | 235     | 9       |
| عبير عبد الرحمن | −75 كجم | 118     | 5       | 140     | 2       | 258     | الثاني  |
| نهلة رمضان      | +75 كجم | 122     | 6       | 155     | 5       | 277     | 5       |

كرة الريشة
| الرياضيّة   | الحدث | دور المجموعات              | دور المجموعات                        | دور المجموعات | الدور الإقصائي | ربع النهائي   | نصف النهائي   | النهائي / م ب | النهائي / م ب |
| الرياضيّة   | الحدث | الخصم النتيجة              | الخصم النتيجة                        | الترتيب       | الخصم النتيجة  | الخصم النتيجة | الخصم النتيجة | الخصم النتيجة | الترتيب       |
| ---------- | ----- | -------------------------- | ------------------------------------ | ------------- | -------------- | ------------- | ------------- | ------------- | ------------- |
| هادية حسني | فردي  | بي (فرنسا) · خ 11–21, 9–21 | ماغي (جزيرة أيرلندا) · خ 17–21, 6–21 | 3             | لم تتأهل       | لم تتأهل      | لم تتأهل      | لم تتأهل      | لم تتأهل      |

## 2016
شهدت دورة ريو 2016 المشاركة النسائية المصرية الأكبر في الألعاب الأولمبية الصيفية ذلك الحين، وشهدت مشاركة 37 رياضيَّة مصرية من بينهن 30 لاعبة يشاركن للمرة الأولى، و5 لاعبات للمرة الثانية، وشيرين الزيني وشيماء عبد اللطيف للمرة الثالثة.
حققت سيدات مصر مرّة الميدالية الأولمبية المصرية الأولى في هذه الدورة حين حققت سارة أحمد الميدالية البرونزية في منافسات رفع الأثقال فئة 69 كجم برفعها ما مجموعه 255 كجم، لتصبح أول امرأة مصرية تحقق ميدالية أولمبية بعد 104 أعوام من مشاركة مصر في الأولمبياد، وأول امرأة عربية تحقق ميدالية أولمبية في منافسات رفع الأثقال. ثم أكّدت هداية ملاك على جدارة سيدات مصر بتحقيقها لميدالية برونزية ثانية لسيدات مصر وثالثة للبعثة كلها في تلك الدورة. ذلك قبل أن تقرر اللجنة الأولمبية الدولية والاتحاد الدولي لرفع الأثقال منح عبير عبد الرحمن الميدالية الفضية عن دورة لندن 2012 ثم برونزية دورة بكين 2008 بعد إقصاء بعض أصحاب الميداليات لتعاطي المنشطات.
| م  | الاسم            | العمر | الرياضة              |
| -- | ---------------- | ----- | -------------------- |
| 1  | فاطمة الشرنوبي   | 18    | ألعاب القوى          |
| 2  | هداية ملاك       | 23    | التايكوندو           |
| 3  | سهام الصوالحي    | 25    | التايكوندو           |
| 4  | نادية نجم        | 18    | التجديف              |
| 5  | يسرى حلمي        | 20    | تنس الطاولة          |
| 6  | دينا مشرف        | 22    | تنس الطاولة          |
| 7  | نادين الدولتلي   | 23    | تنس الطاولة          |
| 8  | شيرين الزيني     | 25    | الجمباز              |
| 9  | هايدي مرسي       | 16    | الخماسي الحديث       |
| 10 | إسراء أحمد       | 17    | رفع الأثقال          |
| 11 | سارة أحمد        | 18    | رفع الأثقال          |
| 12 | شيماء هريدي      | 25    | رفع الأثقال          |
| 13 | هدير مخيمر       | 18    | الرماية              |
| 14 | عفاف الهدهد      | 19    | الرماية              |
| 15 | شيماء عبد اللطيف | 35    | الرماية              |
| 16 | ريم محمد         | 20    | السباحة              |
| 17 | فريدة عثمان      | 21    | السباحة              |
| 18 | ناريمان علي      | 17    | السباحة الإيقاعية    |
| 19 | ليلى عبد المعز   | 19    | السباحة الإيقاعية    |
| 20 | ندى سعفان        | 19    | السباحة الإيقاعية    |
| 21 | نهال سعفان       | 19    | السباحة الإيقاعية    |
| 22 | نور الأيوبي      | 19    | السباحة الإيقاعية    |
| 23 | دارا حسنين       | 20    | السباحة الإيقاعية    |
| 24 | سامية أحمد       | 20    | السباحة الإيقاعية    |
| 25 | سلمى نجم الدين   | 20    | السباحة الإيقاعية    |
| 26 | جومانا المغربي   | 21    | السباحة الإيقاعية    |
| 27 | ابتسام محمد      | 19    | سباق الدراجات        |
| 28 | منة الله كريم    | 20    | سباق القوارب         |
| 29 | مها عامر         | 17    | الغطس                |
| 30 | مها عبد السلام   | 18    | الغطس                |
| 31 | ندى معوض         | 18    | كرة الطائرة الشاطئية |
| 32 | دعاء الغباشي     | 19    | كرة الطائرة الشاطئية |
| 33 | ندى حافظ         | 18    | المبارزة             |
| 34 | نورا محمد        | 18    | المبارزة             |
| 35 | إيناس مصطفى      | 27    | المصارعة الرومانية   |
| 36 | سمر عامر         | 21    | المصارعة الرومانية   |
| 37 | ريم منصور        | 22    | النبالة              |

ألعاب القوى
تأهلت فاطمة الشرنوبي للأولمبياد بعد استيفاءها للشروط اللازمة لذلك.
| الرياضيّة       | الحدث   | التصفيات | التصفيات | نصف النهائي | نصف النهائي | النهائي  | النهائي  |
| الرياضيّة       | الحدث   | النتيجة  | الترتيب  | النتيجة     | الترتيب     | النتيجة  | الترتيب  |
| -------------- | ------- | -------- | -------- | ----------- | ----------- | -------- | -------- |
| فاطمة الشرنوبي | 800 متر | 2:21.24  | 8        | لم تتأهل    | لم تتأهل    | لم تتأهل | لم تتأهل |

التايكوندو

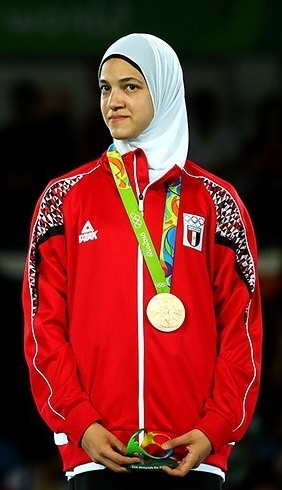
هداية ملاك في تتويجها بالميدالية البرونزية الثانية في تاريخ مشاركة سيدات مصر في الألعاب الأولمبية الصيفية.

تأهلت هداية ملاك تلقائيًا عن فئة (57 كجم) بعد أن حلّت في المراكز الـ6 الأولى في التصنيف العالمي الأولمبي. بينما تأهلت سهام الصوالحي بكونها من المركزين الأولين عن فئة (67 كجم) في بطولة إفريقيا المؤهلة 2016 في أكادير، المغرب.
| الرياضيّة      | الحدث   | دور الـ16                   | ربع النهائي                         | نصف النهائي             | إعادة التأهيل | النهائي/الميدالية البرونزية           | النهائي/الميدالية البرونزية |
| الرياضيّة      | الحدث   | الخصم النتيجة               | الخصم النتيجة                       | الخصم النتيجة           | الخصم النتيجة | الخصم النتيجة                         | الترتيب                     |
| ------------- | ------- | --------------------------- | ----------------------------------- | ----------------------- | ------------- | ------------------------------------- | --------------------------- |
| هداية ملاك    | −57 كجم | باتينو (كولومبيا) · ف 13–0  | مايو [الإنجليزية] (اليابان) · ف 3–0 | كالفو (إسبانيا) · خ 0–1 | تلقائي        | أسيماني [الإنجليزية] (بلجيكا) · ف 1–0 | الثالث                      |
| سهام الصوالحي | −67 كجم | غباغبي (ساحل العاج) · خ 3–4 | لم تتأهل                            | لم تتأهل                | لم تتأهل      | لم تتأهل                              | لم تتأهل                    |

التجديف
تأهلت نادية للأولمبياد من خلال تصفيات إفريقيا 2015 في مدينة تونس، تونس.
| الرياضيّة  | الحدث      | التصفيات | التصفيات | إعادة التأهيل | إعادة التأهيل | ربع النهائي | ربع النهائي | نصف النهائي | نصف النهائي | النهائي | النهائي |
| الرياضيّة  | الحدث      | الوقت    | الترتيب  | الوقت         | الترتيب       | الوقت       | الترتيب     | الوقت       | الترتيب     | الوقت   | الترتيب |
| --------- | ---------- | -------- | -------- | ------------- | ------------- | ----------- | ----------- | ----------- | ----------- | ------- | ------- |
| نادية نجم | مجذاف فردي | 9:14.55  | 3        | تلقائي        | تلقائي        | 8:25.75     | 6           | 8:39.50     | 6           | 8:09.47 | 24      |

تنس الطاولة
تأهلت نادين الدولتلي ودينا مشرف للأولمبياد بعد وصولهن للدور نصف نهائي في دورة الألعاب الإفريقية 2015. أما يسرى حلمي فقد ضُمّت كثالثة لتكوين الفريق المتأهل للأولمبياد كمتصدر لإفريقيا في الترتيب العالمي الأولمبي.
| الرياضيّة                           | الحدث | الدور التمهيدي           | الدور 1                                | الدور 2       | الدور 3       | دور الـ16              | ربع النهائي   | نصف النهائي   | النهائي/ م ب  | النهائي/ م ب |
| الرياضيّة                           | الحدث | الخصم النتيجة            | الخصم النتيجة                          | الخصم النتيجة | الخصم النتيجة | الخصم النتيجة          | الخصم النتيجة | الخصم النتيجة | الخصم النتيجة | الترتيب      |
| ---------------------------------- | ----- | ------------------------ | -------------------------------------- | ------------- | ------------- | ---------------------- | ------------- | ------------- | ------------- | ------------ |
| نادين الدولتلي                     | فردي  | تلقائي                   | لوفاس [الإنجليزية] (المجر) · خ 0–4     | لم تتأهل      | لم تتأهل      | لم تتأهل               | لم تتأهل      | لم تتأهل      | لم تتأهل      | لم تتأهل     |
| دينا مشرف                          | فردي  | السعيداني (تونس) · ف 4–0 | كوموونغ [الإنجليزية] (تايلاند) · خ 1–4 | لم تتأهل      | لم تتأهل      | لم تتأهل               | لم تتأهل      | لم تتأهل      | لم تتأهل      | لم تتأهل     |
| نادين الدولتلي يسرى حلمي دينا مشرف | فِرَق   | —                        | —                                      | —             | —             | سنغافورة (SIN) · خ 0–3 | لم تتأهل      | لم تتأهل      | لم تتأهل      | لم تتأهل     |

الجمباز
تأهلت شيرين الزيني للأولمبياد بعد اعتذار جنوب أفريقيا عن المقعد الإفريقي، وهي ثالث مشاركة أولمبية لها.
| الرياضيّة     | الحدث | التصفيات | التصفيات | التصفيات | التصفيات | التصفيات | التصفيات | النهائي  | النهائي  | النهائي  | النهائي  | النهائي  | النهائي  |
| الرياضيّة     | الحدث | الوضع    | الوضع    | الوضع    | الوضع    | المجموع  | الترتيب  | الوضع    | الوضع    | الوضع    | الوضع    | المجموع  | الترتيب  |
| الرياضيّة     | الحدث | F        | V        | UB       | BB       | المجموع  | الترتيب  | F        | V        | UB       | BB       | المجموع  | الترتيب  |
| ------------ | ----- | -------- | -------- | -------- | -------- | -------- | -------- | -------- | -------- | -------- | -------- | -------- | -------- |
| شيرين الزيني | أرضي  | 12.533   | —        | —        | —        | 12.533   | 69       | لم تتأهل | لم تتأهل | لم تتأهل | لم تتأهل | لم تتأهل | لم تتأهل |

الخماسي الحديث
تأهلت هايدي مرسي للأولمبياد بعد حصولها على المركز الأول في بطولة إفريقيا 2015.
| الرياضيّة   | المبارزة (سيف لمسة واحدة) | المبارزة (سيف لمسة واحدة) | المبارزة (سيف لمسة واحدة) | المبارزة (سيف لمسة واحدة) | السباحة (200 متر حرة) | السباحة (200 متر حرة) | السباحة (200 متر حرة) | ركوب الخيل (عرض الوثب) | ركوب الخيل (عرض الوثب) | ركوب الخيل (عرض الوثب) | مجتمعين: الرماية / الجري (10 متر مسدس هواء)/(3000 متر) | مجتمعين: الرماية / الجري (10 متر مسدس هواء)/(3000 متر) | مجتمعين: الرماية / الجري (10 متر مسدس هواء)/(3000 متر) | مجموع النقاط | الترتيب النهائي |
| الرياضيّة   | RR                        | BR                        | الترتيب                   | نقاط MP                   | الوقت                 | الترتيب               | نقاط MP               | الأخطاء                | الترتيب                | نقاط MP                | الوقت                                                  | الترتيب                                                | نقاط MP                                                | مجموع النقاط | الترتيب النهائي |
| ---------- | ------------------------- | ------------------------- | ------------------------- | ------------------------- | --------------------- | --------------------- | --------------------- | ---------------------- | ---------------------- | ---------------------- | ------------------------------------------------------ | ------------------------------------------------------ | ------------------------------------------------------ | ------------ | --------------- |
| هايدي مرسي | 14–21                     | 0                         | 32                        | 184                       | 2:26.11               | 36                    | 262                   | إ                      | =31                    | 0                      | 13:24.93                                               | 28                                                     | 496                                                    | 942          | 36              |

رفع الأثقال تأهلت الرياضيات المصريات الثلاث لمنافسات رفع الأثقال في الأولمبياد بناءً على ترتيب فرقهم مجتمعة حسب نقاط بطولة العالم لرفع الأثقال عامي 2014 و2015.
| الرياضيّة    | الحدث   | خطف     | خطف     | نتر     | نتر     | المجموع | الترتيب |
| الرياضيّة    | الحدث   | النتيجة | الترتيب | النتيجة | الترتيب | المجموع | الترتيب |
| ----------- | ------- | ------- | ------- | ------- | ------- | ------- | ------- |
| إسراء أحمد  | −63 كجم | 100     | 5       | 116     | 8       | 216     | 7       |
| سارة أحمد   | −69 كجم | 112     | 3       | 143     | 3       | 255     | الثالث  |
| شيماء هريدي | +75 كجم | 117     | 7       | 161     | 3       | 278     | 4       |

الرماية
تأهلت الراميات المصريات الثلاث بعد حجز مقاعدهم بناءً على نتائجهم في بطولتي العالم 2014 و2015، وسلسلة كأس العالم 2015، والبطولات الإفريقية حتى تاريخ 31 مارس 2016.
| الرياضيّة         | الحدث                | التصفيات | التصفيات | نصف النهائي | نصف النهائي | النهائي  | النهائي  |
| الرياضيّة         | الحدث                | النقاط   | الترتيب  | النقاط      | الترتيب     | النقاط   | الترتيب  |
| ---------------- | -------------------- | -------- | -------- | ----------- | ----------- | -------- | -------- |
| عفاف الهدهد      | 10 متر مسدس هواء     | 386      | 5 ت      | ل/ي         | ل/ي         | 137.1    | 5        |
| عفاف الهدهد      | 25 متر مسدس          | 573      | 25       | لم تتأهل    | لم تتأهل    | لم تتأهل | لم تتأهل |
| شيماء عبد اللطيف | 10 متر بندقية هوائية | 413.2    | 27       | ل/ي         | ل/ي         | لم تتأهل | لم تتأهل |
| هدير مخيمر       | 10 متر بندقية هوائية | 401.3    | 49       | ل/ي         | ل/ي         | لم تتأهل | لم تتأهل |

السباحة
حقّقت ريم محمد وفريدة عثمان الشروط اللازمة للتأهل للأولمبياد.
| الرياضيّة    | الحدث             | التصفيات | التصفيات | نصف النهائي | نصف النهائي | النهائي   | النهائي  |
| الرياضيّة    | الحدث             | الوقت    | الترتيب  | الوقت       | الترتيب     | الوقت     | الترتيب  |
| ----------- | ----------------- | -------- | -------- | ----------- | ----------- | --------- | -------- |
| ريم محمد    | 10 كم مياه مفتوحة | لا ينطبق | لا ينطبق | لا ينطبق    | لا ينطبق    | 2:05:19.1 | 25       |
| فريدة عثمان | 50 متر حرة        | 24.91    | =18      | لم تتأهل    | لم تتأهل    | لم تتأهل  | لم تتأهل |
| فريدة عثمان | 100 متر فراشة     | 57.83 AF | 11 ت     | 58.26       | 11          | لم تتأهل  | لم تتأهل |

السباحة الإيقاعية
| الرياضيّة/ات | الحدث | النظام الفني | النظام الفني | النظام الحر (التمهيدي) | النظام الحر (التمهيدي) | النظام الحر (التمهيدي) | النظام الحر (النهائي) | النظام الحر (النهائي) | النظام الحر (النهائي) |
| الرياضيّة/ات | الحدث | النقاط       | الترتيب      | النقاط                 | المجموع (فني + حر)     | الترتيب                | النقاط                | المجموع (فني + حر)    | الترتيب               |
| --- | ----- | ------------ | ------------ | ---------------------- | ---------------------- | ---------------------- | --------------------- | --------------------- | --------------------- |
| سامية أحمد دارا حسنين                                                                                           | ثنائي | 76.5306      | 23           | 77.6000                | 154.1306               | 23                     | لم تتأهلا             | لم تتأهلا             | لم تتأهلا             |
| ناريمان علي ليلى عبد المعز سامية أحمد نور الأيوبي جومانا المغربي دارا حسنين سلمى نجم الدين ندى سعفان نهال سعفان | فرق   | 76.9838      | 7            | لا ينطبق               | لا ينطبق               | لا ينطبق               | 78.5667               | 155.5505              | 7                     |

سباق الدراجات
تأهلت ابتسام محمد كأول سيدة مصرية تشارك في الأولمبياد عن رياضة سباق الدراجات.
| الرياضيّة    | الحدث | التصفيات            | التصفيات | الجولة الأولى             | إعادة التأهيل 1           | الجولة الثانية            | إعادة التأهيل 2           | ربع النهائي               | نصف النهائي               | النهائي                   | النهائي  |
| الرياضيّة    | الحدث | الوقت السرعة (كم/س) | الترتيب  | الخصم الوقت السرعة (كم/س) | الخصم الوقت السرعة (كم/س) | الخصم الوقت السرعة (كم/س) | الخصم الوقت السرعة (كم/س) | الخصم الوقت السرعة (كم/س) | الخصم الوقت السرعة (كم/س) | الخصم الوقت السرعة (كم/س) | الترتيب  |
| ----------- | ----- | ------------------- | -------- | ------------------------- | ------------------------- | ------------------------- | ------------------------- | ------------------------- | ------------------------- | ------------------------- | -------- |
| ابتسام محمد | عدو   | 12.920 55.727       | 27       | لم تتأهل                  | لم تتأهل                  | لم تتأهل                  | لم تتأهل                  | لم تتأهل                  | لم تتأهل                  | لم تتأهل                  | لم تتأهل |

سباق القوارب
| الرياضيّة      | الحدث        | التصفيات | التصفيات | نصف النهائي | نصف النهائي | النهائي  | النهائي  |
| الرياضيّة      | الحدث        | الوقت    | الترتيب  | الوقت       | الترتيب     | الوقت    | الترتيب  |
| ------------- | ------------ | -------- | -------- | ----------- | ----------- | -------- | -------- |
| منة الله كريم | فردي 200 متر | 49.596   | 7        | لم تتأهل    | لم تتأهل    | لم تتأهل | لم تتأهل |

الغطس
| الرياضيّة/ات    | الحدث         | التصفيات | التصفيات | نصف النهائي | نصف النهائي | النهائي  | النهائي  |
| الرياضيّة/ات    | الحدث         | النقاط   | الترتيب  | الترتيب     | النقاط      | الترتيب  | النقاط   |
| -------------- | ------------- | -------- | -------- | ----------- | ----------- | -------- | -------- |
| مها عامر       | منصة القفز 3م | 238.55   | 28       | لم تتأهل    | لم تتأهل    | لم تتأهل | لم تتأهل |
| مها عبد السلام | المنصة 10م    | 276.15   | 24       | لم تتأهل    | لم تتأهل    | لم تتأهل | لم تتأهل |

كرة الطائرة الشاطئية
| الرياضيّة/ات           | الدور التمهيدي | الدور التمهيدي | دور الـ16     | ربع النهائي   | نصف النهائي   | النهائي / م.ب. | النهائي / م.ب. |
| الرياضيّة/ات           | الخصم النتيجة | ترتيب المجموعة | الخصم النتيجة | الخصم النتيجة | الخصم النتيجة | الخصم النتيجة  | الترتيب        |
| --------------------- | --- | -------------- | ------------- | ------------- | ------------- | -------------- | -------------- |
| دعاء الغباشي ندى معوض | المجموعة د · لودويغ – فالكنهورست [الإنجليزية] (ألمانيا) · خ 0 – 2 (12–21, 15–21) · غيومبيني [الإنجليزية] – مينيغاتي (إيطاليا) · خ 0 – 2 (10–21, 13–21) · برودر [الإنجليزية] – ماي (كندا) · خ 0 – 2 (12–21, 16–21) | 4              | لم تتأهلا     | لم تتأهلا     | لم تتأهلا     | لم تتأهلا      | لم تتأهلا      |

المبارزة
| الرياضيّة/ات | الحدث        | دور الـ64                              | دور الـ32            | دور الـ16     | ربع النهائي   | نصف النهائي   | النهائي / م.ب. | النهائي / م.ب. |
| الرياضيّة/ات | الحدث        | الخصم النتيجة                          | الخصم النتيجة        | الخصم النتيجة | الخصم النتيجة | الخصم النتيجة | الخصم النتيجة  | الترتيب        |
| ----------- | ------------ | -------------------------------------- | -------------------- | ------------- | ------------- | ------------- | -------------- | -------------- |
| نورا محمد   | سيف الشيش    | -                                      | بوبكري (تونس) خ 4–15 | لم تتأهل      | لم تتأهل      | لم تتأهل      | لم تتأهل       | لم تتأهل       |
| ندى حافظ    | السيف الضالع | بينيتيز [الإنجليزية] (فنزويلا) خ 11–15 | لم تتأهل             | لم تتأهل      | لم تتأهل      | لم تتأهل      | لم تتأهل       | لم تتأهل       |

المصارعة الرومانية
| الرياضيّة/ات | الحدث   | التصفيات                               | دور الـ16                 | ربع النهائي                  | نصف النهائي               | إعادة التأهيل 1 | إعادة التأهيل 2 | النهائي / م.ب.                              | النهائي / م.ب. |
| الرياضيّة/ات | الحدث   | الخصم النتيجة                          | الخصم النتيجة             | الخصم النتيجة                | الخصم النتيجة             | الخصم النتيجة   | الخصم النتيجة   | الخصم النتيجة                               | الترتيب        |
| ----------- | ------- | -------------------------------------- | ------------------------- | ---------------------------- | ------------------------- | --------------- | --------------- | ------------------------------------------- | -------------- |
| إيناس مصطفى | −69 كجم | -                                      | أكوستا (فنزويلا) ف 3–1 PP | أوليفيرا (البرازيل) ف 5–0 VT | فوروبيفا (روسيا) خ 0–5 VT | -               | -               | سيزديكوفا [الإنجليزية] (كازاخستان) خ 1–3 PP | 5              |
| سمر عامر    | −75 كجم | بوكينا [الإنجليزية] (روسيا) · خ 1–3 PP | لم تتأهل                  | لم تتأهل                     | لم تتأهل                  | لم تتأهل        | لم تتأهل        | لم تتأهل                                    | 12             |

النبالة
| الرياضيّة/ات | الحدث | جولة الترتيب | جولة الترتيب | دور الـ64                               | دور الـ32     | دور الـ16     | ربع النهائي   | نصف النهائي   | النهائي / م.ب. | النهائي / م.ب. |
| الرياضيّة/ات | الحدث | النتيجة      | الترتيب      | الخصم النتيجة                           | الخصم النتيجة | الخصم النتيجة | الخصم النتيجة | الخصم النتيجة | الخصم النتيجة  | الترتيب        |
| ----------- | ----- | ------------ | ------------ | --------------------------------------- | ------------- | ------------- | ------------- | ------------- | -------------- | -------------- |
| ريم منصور   | فردي  | 596          | 56           | لين [الإنجليزية] (تايبيه الصينية) خ 0–6 | لم تتأهل      | لم تتأهل      | لم تتأهل      | لم تتأهل      | لم تتأهل       | لم تتأهل       |

## 2020
| م  | الاسم            | العمر | الرياضة             |
| -- | ---------------- | ----- | ------------------- |
| 1  | أمل آدم          | 39    | النبالة             |
| 2  | هناء هيكل        | 19    | السباحة الإيقاعية   |
| 3  | ليلى علي         | 20    | السباحة الإيقاعية   |
| 4  | مريم المغربي     | 16    | السباحة الإيقاعية   |
| 5  | شهد سامر         | 18    | السباحة الإيقاعية   |
| 6  | نورا نبيل عزمي   | 21    | السباحة الإيقاعية   |
| 7  | فريدة رضوان      | 21    | السباحة الإيقاعية   |
| 8  | نهال سعفان       | 24    | السباحة الإيقاعية   |
| 9  | جيداء شرف        | 20    | السباحة الإيقاعية   |
| 10 | ضحى هاني         | 23    | كرة الريشة          |
| 11 | هادية حسني       | 33    | كرة الريشة          |
| 12 | سماء أحمد        | 23    | ركوب الكنو          |
| 13 | ابتسام محمد      | 24    | ركوب الدراجات       |
| 14 | مها عبد السلام   | 23    | الغطس               |
| 15 | يارا الشرقاوي    | 22    | المبارزة            |
| 16 | نهى هاني         | 20    | المبارزة            |
| 17 | نورا محمد        | 23    | المبارزة            |
| 18 | مريم الزهيري     | 21    | المبارزة            |
| 19 | ندى حافظ         | 23    | المبارزة            |
| 20 | زينة إبراهيم شرف | 18    | الجمباز الفني       |
| 21 | ماندي محمد       | 21    | الجمباز الفني       |
| 22 | حبيبة مرزوق      | 19    | الجمباز الإيقاعي    |
| 23 | لجين إسلام       | 18    | الجمباز الإيقاعي    |
| 24 | بولينا فودة      | 18    | الجمباز الإيقاعي    |
| 25 | سلمى صالح        | 17    | الجمباز الإيقاعي    |
| 26 | ملك سليم         | 18    | الجمباز الإيقاعي    |
| 27 | تيا صبحي         | 18    | الجمباز الإيقاعي    |
| 28 | ملك حمزة         | 19    | الجمباز الترامبولين |
| 29 | رضوى سيد         | 24    | الكاراتيه           |
| 30 | جيانا فاروق      | 26    | الكاراتيه           |
| 31 | فريال أشرف       | 22    | الكاراتيه           |
| 32 | أميرة قنديل      | 18    | الخماسي الحديث      |
| 33 | هايدي مرسي       | 21    | الخماسي الحديث      |
| 34 | خلود منسي        | 23    | الإبحار             |
| 35 | رضوى عبد اللطيف  | 31    | الرماية             |
| 36 | ماجي عشماوي      | 28    | الرماية             |
| 37 | هالة الجوهري     | 25    | الرماية             |
| 38 | الزهراء شعبان    | 30    | الرماية             |
| 39 | فريدة عثمان      | 26    | السباحة             |
| 40 | فرح عبد العزيز   | 28    | تنس الطاولة         |
| 41 | يسرى حلمي        | 25    | تنس الطاولة         |
| 42 | دينا مشرف        | 27    | تنس الطاولة         |
| 43 | نور عبد السلام   | 28    | التايكوندو          |
| 44 | هداية ملاك       | 28    | التايكوندو          |
| 45 | ميار شريف        | 25    | التنس               |
| 46 | بسملة السلاموني  | 22    | السباق الثلاثي      |
| 47 | إيناس مصطفى      | 32    | المصارعة            |
| 48 | سمر عامر         | 26    | المصارعة            |

بمشاركة تخطت ثلث البعثة المصرية، شهدت دورة طوكيو 2020 المشاركة النسائية المصرية الأكبر في الألعاب الأولمبية الصيفية على الإطلاق، وشهدت مشاركة 48 رياضيَّة مصرية كأكبر عدد رياضيّات مصريات يشاركن في دورة أولمبية، كما شاركن في 21 رياضة مختلفة، وهو رقم قياسيّ أيضًا لهن.
حققت لاعبة التايكوندو هداية ملاك أولى ميداليات مصر في الدورة، وذلك بعد فوزها في مباراة الميدالية البرونزية في منافسات 67 كجم. وكانت هذه هي المرة الثانية التي تحقق فيها هداية الميدالية البرونزية، بعد أن حقّقت الإنجاز ذاته في دورة ريو 2016، كما أصبحت بذلك خامس رياضيّ مصري يحقق أكثر من ميدالية تاريخ الألعاب الأولمبية الصيفية بعد فريد سميكة وإبراهيم شمس وكرم جابر وعبير عبد الرحمن.
أما فريال أشرف فقد حققت أول ميدالية ذهبية في تاريخ سيدات مصر في الأولمبياد، بعد أن فازت بالميدالية الذهبية في حدث +61 كجم سيدات كوميته ضمن منافسات الكاراتيه.
وبميدالية جيانا فاروق يوم 6 أغسطس 2021، حققت سيدات مصر ثالث ميدالياتهن في تلك الدورة، ليسجلوا رقمًا قياسيًا جديدًا كأكبر عدد من الميداليات تحققه سيدات مصر في دورة واحدة.
النبالة
| الرياضيّ/ة/ان      | الحدث             | دور الترتيب | دور الترتيب | دور الـ64                           | دور الـ32     | دور الـ16     | ربع النهائي   | نصف النهائي   | النهائي / م.ب. | النهائي / م.ب. |
| الرياضيّ/ة/ان      | الحدث             | النتيجة     | الترتيب     | الخصم النتيجة                       | الخصم النتيجة | الخصم النتيجة | الخصم النتيجة | الخصم النتيجة | الخصم النتيجة  | الترتيب        |
| ----------------- | ----------------- | ----------- | ----------- | ----------------------------------- | ------------- | ------------- | ------------- | ------------- | -------------- | -------------- |
| سيدات             |                   |             |             |                                     |               |               |               |               |                |                |
| أمل آدم           | فردي [الإنجليزية] | 570         | 63          | جامغ مين هي ‏ (كوريا الجنوبية) خ 0-6 | لم تتأهل      | لم تتأهل      | لم تتأهل      | لم تتأهل      | لم تتأهل       | لم تتأهل       |
| مختلط             |                   |             |             |                                     |               |               |               |               |                |                |
| يوسف طلبة أمل آدم | فرق [الإنجليزية]  | 1215        | 29          | ل. ي.                               | ل. ي.         | لم يتأهلا     | لم يتأهلا     | لم يتأهلا     | لم يتأهلا      | لم يتأهلا      |

السباحة الإيقاعية
استطاع منتخب السباحة الإيقاعية المصري التأهل إلى أولمبياد طوكيو بعد احتلاله أفضل مركز إفريقي في بطولة العالم 2019، حيث احتل المنتخب المصري المركز الـ17 من أصل 27 منتخبا مشاركًا في البطولة.
| الرياضيّتان/ات                                                                            | الحدث | الروتين الفني | الروتين الفني | الروتين الحر (التمهيدي) | الروتين الحر (التمهيدي) | الروتين الحر (التمهيدي) | الروتين الحر (النهائي) | الروتين الحر (النهائي) | الروتين الحر (النهائي) |
| الرياضيّتان/ات                                                                            | الحدث | النقاط        | الترتيب       | النقاط                  | المجموع (فني + حر)      | الترتيب                 | النقاط                 | المجموع (فني + حر)     | الترتيب                |
| ---------------------------------------------------------------------------------------- | ----- | ------------- | ------------- | ----------------------- | ----------------------- | ----------------------- | ---------------------- | ---------------------- | ---------------------- |
| هناء هيكل ليلى علي                                                                       | زوجي  | 77.8625       | 19            | 78.9000                 | 156.7625                | 19                      | لم تتأهلا              | لم تتأهلا              | لم تتأهلا              |
| مريم المغربي شهد سامر هناء هيكل ليلى علي نورا نبيل عزمي فريدة رضوان نهال سعفان جيداء شرف | فِرق   | 77.9147       | 8             | ل. ي.                   | ل. ي.                   | ل. ي.                   | 80.0000                | 157.9147               | 8                      |

كرة الريشة
| الرياضيّ/ة/ان            | الحدث             | دور المجموعات                                                                         | دور المجموعات                                                                          | دور المجموعات                                                                   | دور المجموعات | الإقصاء       | ربع النهائي   | نصف النهائي   | النهائي / م.ب. | النهائي / م.ب. |
| الرياضيّ/ة/ان            | الحدث             | الخصم النتيجة                                                                         | الخصم النتيجة                                                                          | الخصم النتيجة                                                                   | الترتيب       | الخصم النتيجة | الخصم النتيجة | الخصم النتيجة | الخصم النتيجة  | الترتيب        |
| ----------------------- | ----------------- | ------------------------------------------------------------------------------------- | -------------------------------------------------------------------------------------- | ------------------------------------------------------------------------------- | ------------- | ------------- | ------------- | ------------- | -------------- | -------------- |
| سيدات                   |                   |                                                                                       |                                                                                        |                                                                                 |               |               |               |               |                |                |
| ضحى هاني                | فردي [الإنجليزية] | تشين يوفي (الصين) خ (5–21, 3–21)                                                      | نيسليهان ييغيت [الإنجليزية] (تركيا) خ (5-21, 5-21)                                     | ل. ي.                                                                           | 3             | لم تتأهل      | لم تتأهل      | لم تتأهل      | لم تتأهل       | لم تتأهل       |
| ضحى هاني هادية حسني     | زوجي [الإنجليزية] | مايو ماتسوموتو [الإنجليزية] / · واكانا ناغاهارا [الإنجليزية] (اليابان) خ (7–21, 3–21) | سيلينا بييك [الإنجليزية]/ · شيريل سينين [الإنجليزية] (هولندا) خ (6–21, 10–21)          | ريتشيلهونيريتش [الإنجليزية] / · كريستين تساي [الإنجليزية] (كندا) خ (5-21, 6-21) | 4             | ل. ي.         | لم تتأهلا     | لم تتأهلا     | لم تتأهلا      | لم تتأهلا      |
| مختلط                   |                   |                                                                                       |                                                                                        |                                                                                 |               |               |               |               |                |                |
| أدهم حاتم الجملضحى هاني | زوجي [الإنجليزية] | هوانغ ياكيونغ [الإنجليزية] / · زهينغ سيوي [الإنجليزية] (الصين) خ (5–21, 10–21)        | تشا وو جونغ [الإنجليزية] / · تشوي سول غيو [الإنجليزية] (كوريا الجنوبية) خ (7–21, 3–21) | سيلينا بييك [الإنجليزية] / · روبن تابيلينغ [الإنجليزية] (هولندا) خ (9–21, 4–21) | 4             | ل. ي.         | لم يتأهلا     | لم يتأهلا     | لم يتأهلا      | لم يتأهلا      |

ركوب الكنو
| الرياضيّ/ة | الحدث                    | التصفيات | التصفيات | ربع النهائي | ربع النهائي | نصف النهائي | نصف النهائي | النهائي  | النهائي  |
| الرياضيّ/ة | الحدث                    | الوقت    | الترتيب  | الوقت       | الترتيب     | الوقت       | الترتيب     | الوقت    | الترتيب  |
| --------- | ------------------------ | -------- | -------- | ----------- | ----------- | ----------- | ----------- | -------- | -------- |
| سماء أحمد | ك–1 200 متر [الإنجليزية] | 47.272   | 7 ت      | 47.882      | 7           | لم تتأهل    | لم تتأهل    | لم تتأهل | لم تتأهل |
| سماء أحمد | ك–1 500 متر [الإنجليزية] | 2:13.007 | 7 ت      | 2:06.033    | 5           | لم تتأهل    | لم تتأهل    | لم تتأهل | لم تتأهل |

ركوب الدراجات
| الرياضيّة    | الحدث                | سباق الخدش | سباق الخدش | سباق الإيقاع | سباق الإيقاع | سباق الإقصاء | سباق الإقصاء | سباق النقاط | سباق النقاط | مجموع النقاط | الترتيب |
| الرياضيّة    | الحدث                | الترتيب    | النقاط     | الترتيب      | النقاط       | الترتيب      | النقاط       | الترتيب     | النقاط      | مجموع النقاط | الترتيب |
| ----------- | -------------------- | ---------- | ---------- | ------------ | ------------ | ------------ | ------------ | ----------- | ----------- | ------------ | ------- |
| ابتسام محمد | أومنيوم [الإنجليزية] | ل. ت.      | 16         | 18           | -40          | 17           | 30           | ل. ت.       | -           | -            | 18      |

الغطس
| الرياضيّ/ة      | الحدث                    | التمهيدي | التمهيدي | نصف النهائي | نصف النهائي | النهائي  | النهائي  |
| الرياضيّ/ة      | الحدث                    | النقاط   | الترتيب  | النقاط      | الترتيب     | النقاط   | الترتيب  |
| -------------- | ------------------------ | -------- | -------- | ----------- | ----------- | -------- | -------- |
| مها عبد السلام | 10 متر منصة [الإنجليزية] | 275.30   | 20       | لم يتأهل    | لم يتأهل    | لم يتأهل | لم يتأهل |

المبارزة
| الرياضيّة/ات                                   | الحدث                        | دور الـ64     | دور الـ32                                  | دور الـ16     | ربع النهائي | نصف النهائي                       | النهائي / م.ب.                  | النهائي / م.ب.                  |
| الرياضيّة/ات                                   | الحدث                        | الخصم النتيجة | الخصم النتيجة                              | الخصم النتيجة | الخصم النتيجة | الخصم النتيجة                     | الخصم النتيجة                   | الترتيب                         |
| --------------------------------------------- | ---------------------------- | ------------- | ------------------------------------------ | ------------- | --- | --------------------------------- | ------------------------------- | ------------------------------- |
| يارا الشرقاوي                                 | فردي – سيف الشيش             | د. ل.         | أريانا إريغو [الإنجليزية] (إيطاليا) خ 2–15 | لم تتأهل      | لم تتأهل | لم تتأهل                          | لم تتأهل                        | لم تتأهل                        |
| نهى هاني                                      | فردي – سيف الشيش             | د. ل.         | تشين كينغيوان [الإنجليزية] (الصين) خ 6–15  | لم تتأهل      | لم تتأهل | لم تتأهل                          | لم تتأهل                        | لم تتأهل                        |
| نورا محمد                                     | فردي – سيف الشيش             | د. ل.         | يوكا أوينو [الإنجليزية] (اليابان) خ 5–15   | لم تتأهل      | لم تتأهل | لم تتأهل                          | لم تتأهل                        | لم تتأهل                        |
| يارا الشرقاوي نهى هاني نورا محمد مريم الزهيري | فرق – سيف الشيش [الإنجليزية] | ل. ي.         | ل. ي.                                      | ل. ي.         | [[ملف:خطأ لوا في وحدة:Country_alias على السطر 165: Invalid country alias: OCR.\|22x20px\|حدود\|alt=\|link=\|خطأ لوا في وحدة:Country_alias على السطر 165: Invalid country alias: OCR.]] [[خطأ لوا في وحدة:Country_alias على السطر 165: Invalid country alias: OCR. في الألعاب الأولمبية الصيفية 2020\|خطأ لوا في وحدة:Country_alias على السطر 165: Invalid country alias: OCR.]] (OCR) خ 21–45 | المراكز 5–8 اليابان (JPN) خ 45–27 | المراكز 7–8 المجر (HUN) خ 45–28 | المراكز 7–8 المجر (HUN) خ 45–28 |
| ندى حافظ                                      | فردي – السيف العربي ‏         | د. ل.         | كيم جي يون (كوريا الجنوبية) خ 4–15         | لم تتأهل      | لم تتأهل | لم تتأهل                          | لم تتأهل                        | لم تتأهل                        |

الجمباز الفني
| الرياضيّة         | الحدث    | التصفيات | التصفيات | التصفيات | التصفيات | التصفيات | التصفيات | النهائي  | النهائي  | النهائي  | النهائي  | النهائي  | النهائي  |
| الرياضيّة         | الحدث    | الوضع    | الوضع    | الوضع    | الوضع    | المجموع  | الترتيب  | الوضع    | الوضع    | الوضع    | الوضع    | المجموع  | الترتيب  |
| الرياضيّة         | الحدث    | F        | V        | UB       | BB       | المجموع  | الترتيب  | F        | V        | UB       | BB       | المجموع  | الترتيب  |
| ---------------- | -------- | -------- | -------- | -------- | -------- | -------- | -------- | -------- | -------- | -------- | -------- | -------- | -------- |
| زينة إبراهيم شرف | فردي عام | 13.200   | 12.500   | 11.866   | 11.700   | 49.266   | 64       | لم تتأهل | لم تتأهل | لم تتأهل | لم تتأهل | لم تتأهل | لم تتأهل |
| ماندي محمد       | فردي عام | 13.233   | 11.033   | 11.200   | 12.833   | 48.866   | 67       | لم تتأهل | لم تتأهل | لم تتأهل | لم تتأهل | لم تتأهل | لم تتأهل |

الجمباز الإيقاعي
تأهلت مصر للأولمبياد لأول مرة في الجمباز الإيقاعي، من خلال الفوز بذهبية الفردي والمجموعات في البطولة الإفريقية 2020 في شرم الشيخ.
| الرياضيّة    | الحدث | التصفيات | التصفيات | التصفيات | التصفيات | التصفيات | التصفيات | النهائي  | النهائي  | النهائي  | النهائي  | النهائي  | النهائي  |
| الرياضيّة    | الحدث | الحلقة   | الكرة    | الهراوات | الشريطة  | المجموع  | الترتيب  | الحلقة   | الكرة    | الهراوات | الشريطة  | المجموع  | الترتيب  |
| ----------- | ----- | -------- | -------- | -------- | -------- | -------- | -------- | -------- | -------- | -------- | -------- | -------- | -------- |
| حبيبة مرزوق | فردي  | 21.700   | 22.150   | 21.100   | 8.400    | 73.350   | 25       | لم تتأهل | لم تتأهل | لم تتأهل | لم تتأهل | لم تتأهل | لم تتأهل |

| لجين إسلام بولينا فودة سلمى صالح ملك سليم تيا صبحي | مجموعات | 36.300 | 33.050 | 69.350 | 13 | لم يتأهلن | لم يتأهلن | لم يتأهلن | لم يتأهلن | لم يتأهلن | لم يتأهلن |

الجمباز الترامبولين
| الرياضيّة | التصفيات | التصفيات | النهائي  | النهائي  |
| الرياضيّة | النتيجة  | الترتيب  | النتيجة  | الترتيب  |
| -------- | -------- | -------- | -------- | -------- |
| ملك حمزة | 94.720   | 9        | لم تتأهل | لم تتأهل |

الكاراتيه
شارك خمس لاعبو كاراتيه من مصر في أول ظهور للعبة في الأولمبياد. من بينهم ثلاث لاعبات، تأهلت جيانا لطفي مباشرة للأولمبياد بعد أن حلّت في المراكز الأربعة الأولى في التصنيف الأولمبي للاتحاد الدولي للكاراتيه. أما فريال أشرف فقد حلّت بين الثلاثة الأوائل في تصفيات العالم عام 2021 في باريس، فرنسا لتحجز مقعدًا إضافيًا لمصر. أما رضوى سيد فقد تأهلت بتصدرها للتصنيف الأولمبي للاتحاد الدولي للكاراتيه عن قارة إفريقيا في فئتها.
| كوميت       | كوميت                | كوميت                                             | كوميت                                            | كوميت                                     | كوميت                                        | كوميت         | كوميت                                           | كوميت                            | كوميت    |
| الرياضيّة    | الحدث                | دور المجموعات                                     | دور المجموعات                                    | دور المجموعات                             | دور المجموعات                                | دور المجموعات | نصف النهائي                                     | النهائي                          | النهائي  |
| الرياضيّة    | الحدث                | الخصم النتيجة                                     | الخصم النتيجة                                    | الخصم النتيجة                             | الخصم النتيجة                                | الترتيب       | الخصم النتيجة                                   | الخصم النتيجة                    | الترتيب  |
| ----------- | -------------------- | ------------------------------------------------- | ------------------------------------------------ | ----------------------------------------- | -------------------------------------------- | ------------- | ----------------------------------------------- | -------------------------------- | -------- |
| رضوى سيد    | –55 كجم [الإنجليزية] | مولدير زهانغبيرباي [الإنجليزية] (كازاخستان) خ 2–7 | أنزهيليكا تيرليوغا [الإنجليزية] (أوكرانيا) خ 0–1 | ميهو مياهارا [الإنجليزية] (اليابان) ف 5–3 | بيتينا بلانك (النمسا) خ 6–7                  | 5             | لم تتأهل                                        | لم تتأهل                         | لم تتأهل |
| جيانا فاروق | –61 كجم [الإنجليزية] | أليكساندرا غراندي [الإنجليزية] (بيرو) ف 2–0       | أنيتا سيروغينا [الإنجليزية] (أوكرانيا) ف 2–1     | ابتسام ساديني (المغرب) ف 5–0              | جوفانا بريكوفيتش [الإنجليزية] (صربيا) خ 1–1+ | 2 ت           | يين تشياويان [الإنجليزية] (الصين) خ 1–1+        | لم تتأهل                         | الثالث   |
| فريال أشرف  | +61 كجم [الإنجليزية] | غونغ لي ‏ (الصين) ف 4–0                            | إيلينا كيريسي ‏ (سويسرا) ف 3+S–3                  | حميدة عباسعلي ‏ (إيران) خ 7–9              | لمياء معطوب (الجزائر) ت 0–0                  | 1 ت           | صوفيا بيرولتسيفا [الإنجليزية] (كازاخستان) ف 5–4 | إيرينا زاريتسكا (أذربيجان) ف 2–0 | الأول    |

الخماسي الحديث

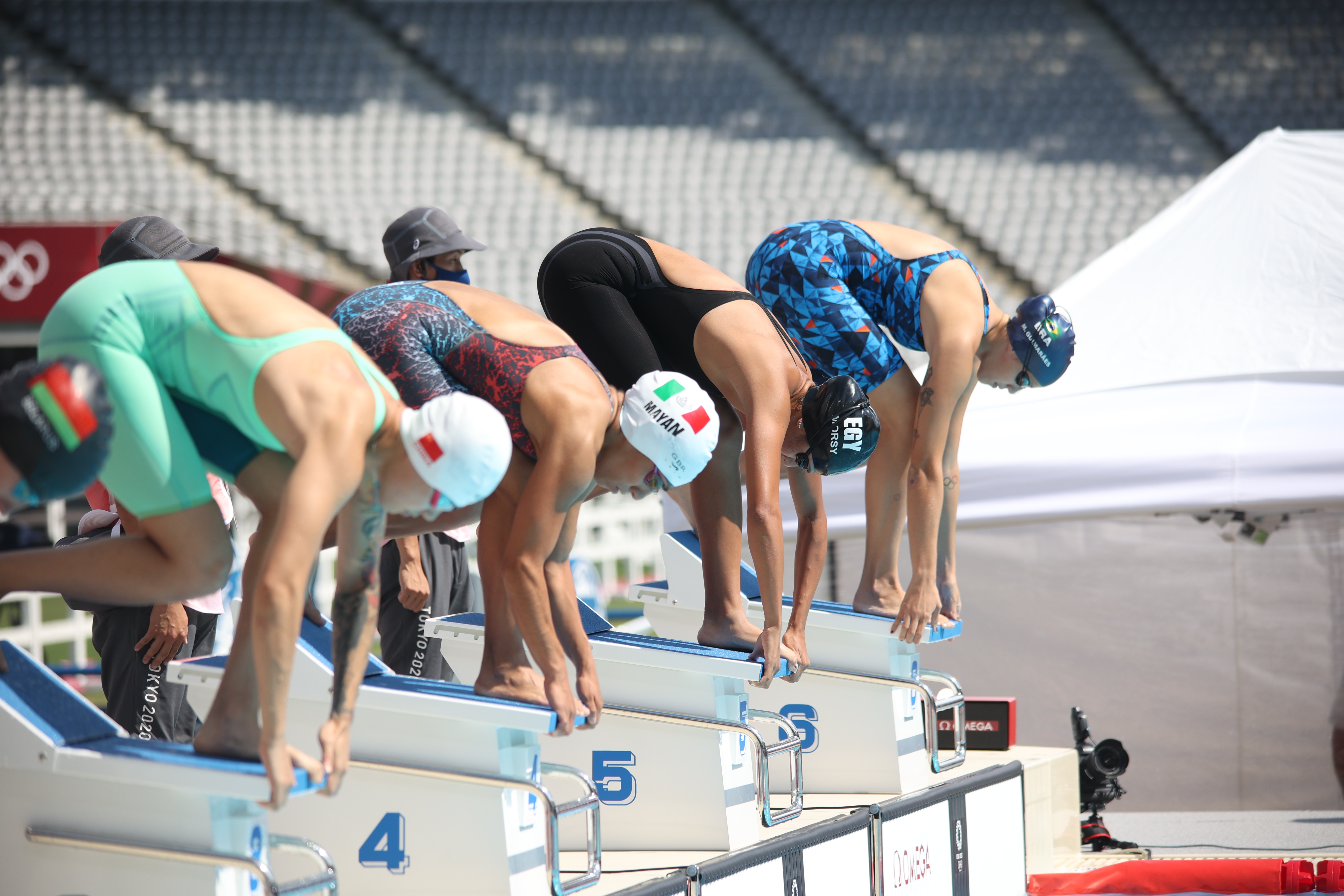
هايدي مرسي في منافسات السباحة في رياضة الخماسي الحديث.

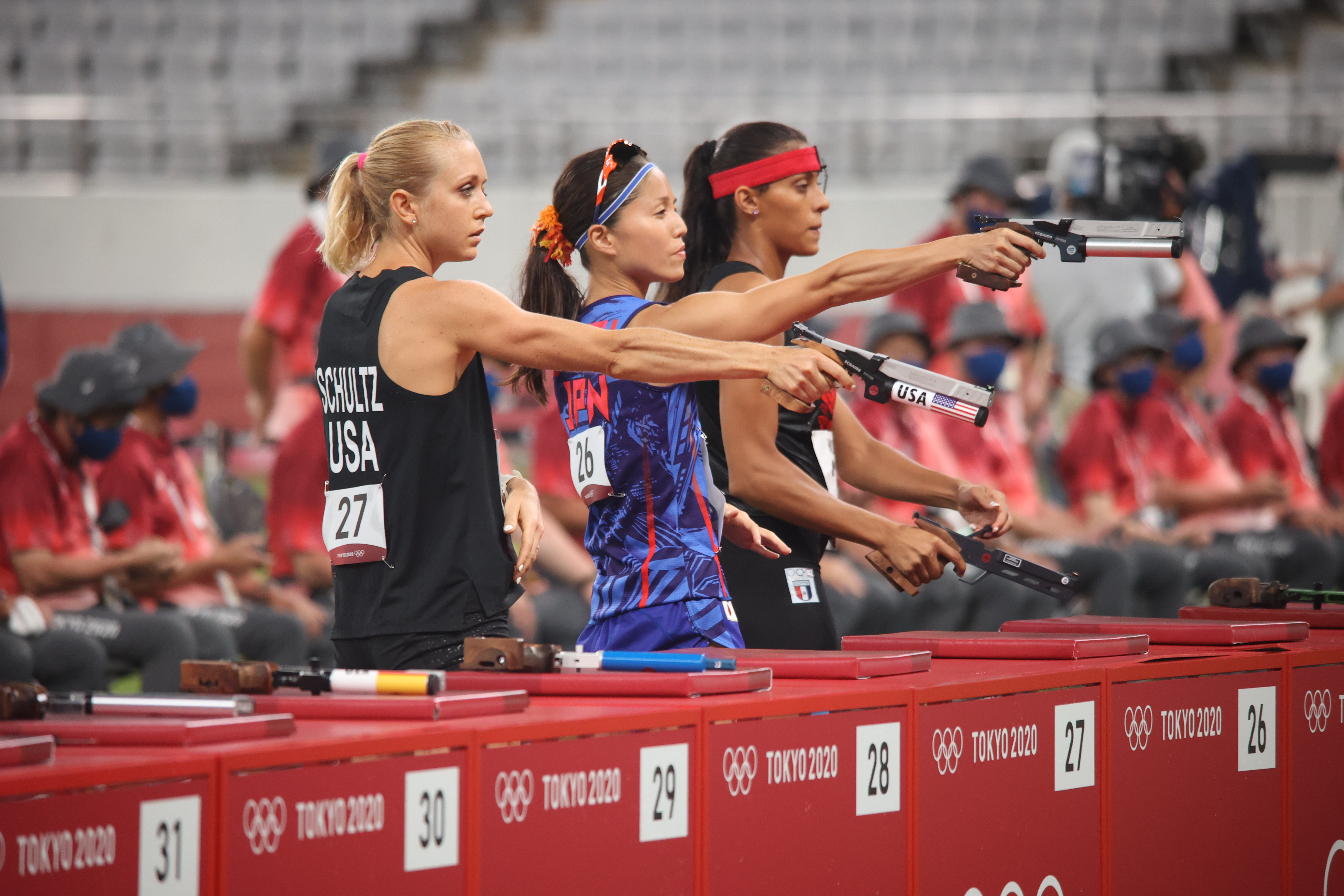
أميرة قنديل في منافسات الرماية في رياضة الخماسي الحديث.

تأهلت هايدي مرسي بعد فوزها ببطولة إفريقيا عام 2019 في القاهرة. أما أميرة قنديل فقد حصلت على حق المشاركة بعد رفض المتأهلين الأساسيين للمشاركة، وتأهلت أميرة كونها التالية في ترتيب الاتحاد الدولي عن فئتها.
| الرياضيّة    | المبارزة (إيبيه لمسة واحدة) | المبارزة (إيبيه لمسة واحدة) | المبارزة (إيبيه لمسة واحدة) | المبارزة (إيبيه لمسة واحدة) | السباحة (200 متر حرة) | السباحة (200 متر حرة) | السباحة (200 متر حرة) | الفروسية (قفز حواجز) | الفروسية (قفز حواجز) | الفروسية (قفز حواجز) | الرماية والعدو (10 متر مسدس هواء)/(3200 م) | الرماية والعدو (10 متر مسدس هواء)/(3200 م) | الرماية والعدو (10 متر مسدس هواء)/(3200 م) | مجموع النقاط | الترتيب النهائي |
| الرياضيّة    | ج. ت.                       | ج. إ.                       | الترتيب                     | النقاط                      | الوقت                 | الترتيب               | النقاط                | الأخطاء              | الترتيب              | النقاط               | الوقت                                      | الترتيب                                    | النقاط                                     | مجموع النقاط | الترتيب النهائي |
| ----------- | --------------------------- | --------------------------- | --------------------------- | --------------------------- | --------------------- | --------------------- | --------------------- | -------------------- | -------------------- | -------------------- | ------------------------------------------ | ------------------------------------------ | ------------------------------------------ | ------------ | --------------- |
| أميرة قنديل | 18–17                       | 1                           | 21                          | 199                         | 2:15.14               | 16                    | 280                   | 50                   | 25                   | 250                  | 13:28.34                                   | 32                                         | 492                                        | 1221         | 29              |
| هايدي مرسي  | 20–15                       | 1                           | 10                          | 221                         | 2:24.35               | 33                    | 262                   | 7                    | 6                    | 293                  | 13:07.69                                   | 25                                         | 513                                        | 1289         | 19              |

الإبحار
| الرياضيّة  | الحدث           | السباق | السباق | السباق | السباق | السباق | السباق | السباق   | السباق | السباق | السباق | السباق | النقاط | الترتيب النهائي |
| الرياضيّة  | الحدث           | 1      | 2      | 3      | 4      | 5      | 6      | 7        | 8      | 9      | 10     | م      | النقاط | الترتيب النهائي |
| --------- | --------------- | ------ | ------ | ------ | ------ | ------ | ------ | -------- | ------ | ------ | ------ | ------ | ------ | --------------- |
| خلود منسي | زورق ليزر شعاعي | 36     | 39     | 43     | 42     | 43     | 36     | 45 ع. أ. | 40     | 36     | 32     | إ      | 347    | 41              |

الرماية
| الرياضيّة/ان                     | الحدث                 | التصفيات 1 | التصفيات 1 | التصفيات 2 | التصفيات 2 | النهائي   | النهائي   |
| الرياضيّة/ان                     | الحدث                 | النقاط     | الترتيب    | النقاط     | الترتيب    | النقاط    | الترتيب   |
| ------------------------------- | --------------------- | ---------- | ---------- | ---------- | ---------- | --------- | --------- |
| سيدات                           |                       |            |            |            |            |           |           |
| رضوى عبد اللطيف                 | 10 متر مسدس هواء      | 560        | 40         | ل. ي.      | ل. ي.      | لم تتأهل  | لم تتأهل  |
| ماجي عشماوي                     | فخ                    | 113        | 22         | ل. ي.      | ل. ي.      | لم تتأهل  | لم تتأهل  |
| هالة الجوهري                    | 10 متر مسدس هواء      | 560        | 41         | ل. ي.      | ل. ي.      | لم تتأهل  | لم تتأهل  |
| الزهراء شعبان                   | 10 متر بندقية هواء    | 620.0      | 38         | ل. ي.      | ل. ي.      | لم تتأهل  | لم تتأهل  |
| الزهراء شعبان                   | 50 متر بندقية 3 أوضاع | 1138-36x   | 35         | ل. ي.      | ل. ي.      | لم تتأهل  | لم تتأهل  |
| فرق مختلطة                      |                       |            |            |            |            |           |           |
| الزهراء شعبان أسامة السعيد      | 10 متر بندقية هواء    | 617.5      | 28         | لم يتأهلا  | لم يتأهلا  | لم يتأهلا | لم يتأهلا |
| رضوى عبد اللطيف سامي عبد الرازق | 10 متر مسدس هواء      | 563        | 18         | لم يتأهلا  | لم يتأهلا  | لم يتأهلا | لم يتأهلا |
| ماجي عشماوي عبد العزيز محيلبة   | فخ                    | 138        | 15         | لم يتأهلا  | لم يتأهلا  | لم يتأهلا | لم يتأهلا |

السباحة
| الرياضيّة    | الحدث                      | التصفيات | التصفيات | نصف النهائي | نصف النهائي | النهائي  | النهائي  |
| الرياضيّة    | الحدث                      | الوقت    | الترتيب  | الوقت       | الترتيب     | الوقت    | الترتيب  |
| ----------- | -------------------------- | -------- | -------- | ----------- | ----------- | -------- | -------- |
| فريدة عثمان | 50 متر حرة [الإنجليزية]    | 25.13    | 24       | لم تتأهل    | لم تتأهل    | لم تتأهل | لم تتأهل |
| فريدة عثمان | 100 متر حرة [الإنجليزية]   | 55.74    | 33       | لم تتأهل    | لم تتأهل    | لم تتأهل | لم تتأهل |
| فريدة عثمان | 100 متر فراشة [الإنجليزية] | 58.69    | 20       | لم تتأهل    | لم تتأهل    | لم تتأهل | لم تتأهل |

تنس الطاولة

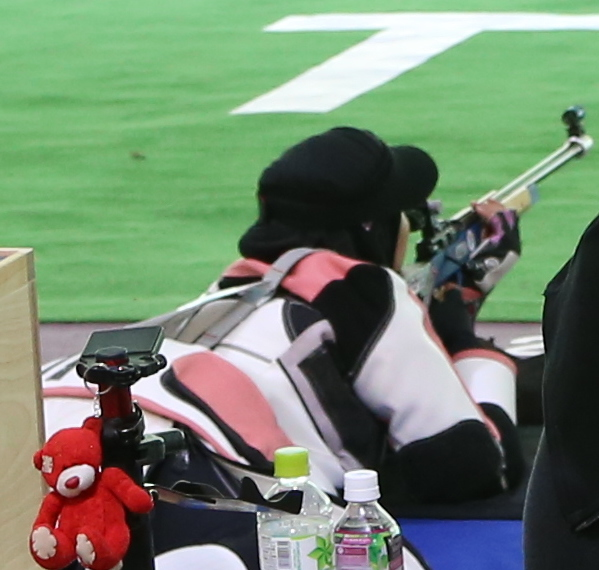
الزهراء شعبان في منافسات 50 متر بندقية 3 أوضاع.

تأهل فريق السيدات بعد تحقيق الميدالية الذهبية في الألعاب الإفريقية 2019 في الرباط، المغرب، ما سمح بإشراك رياضيّين ورياضيّتين بحد أقصى في منافسات الفردي أيضًا. كما منحت مصر مقعدًا إضافيًا في منافسات الزوجي المختلط بعد الفوز في المباراة النهائية على نيجيريا في بطولة إفريقيا المؤهلة للأولمبياد 2020 في تونس، تونس.
| الرياضيّة/الفريق                    | الحدث | الدور التمهيدي | الدور الأول                            | الدور الثاني                                | الدور الثالث                             | دور الـ16                                                                  | ربع النهائي   | نصف النهائي   | النهائي / م. ب. | النهائي / م. ب. |
| الرياضيّة/الفريق                    | الحدث | الخصم النتيجة  | الخصم النتيجة                          | الخصم النتيجة                               | الخصم النتيجة                            | الخصم النتيجة                                                              | الخصم النتيجة | الخصم النتيجة | الخصم النتيجة   | الترتيب         |
| ---------------------------------- | ----- | -------------- | -------------------------------------- | ------------------------------------------- | ---------------------------------------- | -------------------------------------------------------------------------- | ------------- | ------------- | --------------- | --------------- |
| سيدات                              |       |                |                                        |                                             |                                          |                                                                            |               |               |                 |                 |
| يسرى حلمي                          | فردي  | –              | يوان جيانان [الإنجليزية] (فرنسا) خ 0–4 | لم يتأهل                                    | لم يتأهل                                 | لم يتأهل                                                                   | لم يتأهل      | لم يتأهل      | لم يتأهل        | لم يتأهل        |
| دينا مشرف                          | فردي  | ل. ي.          | ل. ي.                                  | ناتاليا بارتيكا [الإنجليزية] (بولندا) ف 4–2 | بريت إيرلاند [الإنجليزية] (هولندا) خ 3–4 | لم يتأهل                                                                   | لم يتأهل      | لم يتأهل      | لم يتأهل        | لم يتأهل        |
| فرح عبد العزيز يسرى حلمي دينا مشرف | فرق   | ل. ي.          | ل. ي.                                  | ل. ي.                                       | ل. ي.                                    | رومانيا (ROU) خ 0–3                                                        | لم يتأهل      | لم يتأهل      | لم يتأهل        | لم يتأهل        |
| فرق مختلطة                         |       |                |                                        |                                             |                                          |                                                                            |               |               |                 |                 |
| عمر عسر دينا مشرف                  | زوجي  | ل. ي.          | ل. ي.                                  | ل. ي.                                       | ل. ي.                                    | لي سانغ سو [الإنجليزية] / · جيون جي هي [الإنجليزية] (كوريا الجنوبية) خ 1–4 | لم يتأهل      | لم يتأهل      | لم يتأهل        | لم يتأهل        |

التايكوندو
شاركت مصر في هذه الدورة برياضيتين في التايكواندو، نور عبد السلام عن فئة السيدات 49 كجم بعد فوزها في نصف نهائي بطولة إفريقيا المؤهلة للأولمبياد في الرباط، وصاحبة الميدالية البرونزية في أولمبياد ريو 2016 هداية ملاك عن فئة السيدات 67 كجم.
| الرياضيّة       | الحدث                | التصفيات      | دور الـ16                                    | ربع النهائي                                          | نصف النهائي   | الترضية                                  | النهائي / م.ب.                          | النهائي / م.ب. |
| الرياضيّة       | الحدث                | الخصم النتيجة | الخصم النتيجة                                | الخصم النتيجة                                        | الخصم النتيجة | الخصم النتيجة                            | الخصم النتيجة                           | الترتيب        |
| -------------- | -------------------- | ------------- | -------------------------------------------- | ---------------------------------------------------- | ------------- | ---------------------------------------- | --------------------------------------- | -------------- |
| نور عبد السلام | −49 كجم [الإنجليزية] | د. ل.         | روكيي ييلديريم (تركيا) خ 20–21               | لم تتأهل                                             | لم تتأهل      | لم تتأهل                                 | لم تتأهل                                | لم تتأهل       |
| هداية ملاك     | −67 كجم [الإنجليزية] | ل.ي.          | ماغدا ويت هينين [الإنجليزية] (فرنسا) ف 11–10 | لورين ويليامز [الإنجليزية] (بريطانيا العظمى) خ 12–13 | ل.ي.          | ماليا باسيكا [الإنجليزية] (تونغا) ف 19–0 | بيج ماكفيرسون (الولايات المتحدة) ف 17–6 | الثالث         |

التنس
شاركت مصر في التنس في أولمبياد طوكيو 2020 لأول مرة في تاريخها الأولمبي؛ وقد تأهلت ميار شريف بعد بتحقيقها ذهبية منافسات فردي السيدات في الألعاب الإفريقية 2019 في الرباط، المغرب.
| الرياضيّة  | الحدث             | دور الـ64                               | دور الـ32     | دور الـ16     | ربع النهائي   | نصف النهائي   | النهائي / م.ب. | النهائي / م.ب. |
| الرياضيّة  | الحدث             | الخصم النتيجة                           | الخصم النتيجة | الخصم النتيجة | الخصم النتيجة | الخصم النتيجة | الخصم النتيجة  | الترتيب        |
| --------- | ----------------- | --------------------------------------- | ------------- | ------------- | ------------- | ------------- | -------------- | -------------- |
| ميار شريف | فردي [الإنجليزية] | ريبيكا بيترسون (السويد) خ 5–7, 6–7(1–7) | لم تتأهل      | لم تتأهل      | لم تتأهل      | لم تتأهل      | لم تتأهل       | لم تتأهل       |

السباق الثلاثي
شاركت مصر في منافسات السباق الثلاثي لأول مرة في تاريخها الأولمبية من خلال بسملة السلاموني.
| الرياضيّة        | السباحة (1.5 كم) | ركوب الدراجات (40 كم) | العدو (10 كم) | الزمن الإجمالي | الترتيب |
| --------------- | ---------------- | --------------------- | ------------- | -------------- | ------- |
| بسملة السلاموني | 20:41            | أقصيت                 | أقصيت         | أقصيت          | أقصيت   |

المصارعة
| الرياضيّة    | الحدث                | دور الـ16 | ربع النهائي   | نصف النهائي   | الترضية       | النهائي / م. ب. | النهائي / م. ب. |
| الرياضيّة    | الحدث                | الخصم النتيجة | الخصم النتيجة | الخصم النتيجة | الخصم النتيجة | الخصم النتيجة   | الترتيب         |
| حرة         | حرة                  | حرة | حرة           | حرة           | حرة           | حرة             | حرة             |
| ----------- | -------------------- | --- | ------------- | ------------- | ------------- | --------------- | --------------- |
| إيناس مصطفى | −68 كجم [الإنجليزية] | آنا شيل [الإنجليزية] (ألمانيا) خ 0-7 | لم يتأهل      | لم يتأهل      | لم يتأهل      | لم يتأهل        | لم يتأهل        |
| سمر عامر    | −76 كجم [الإنجليزية] | [[ملف:خطأ لوا في وحدة:Country_alias على السطر 165: Invalid country alias: OCR.\|22x20px\|حدود\|alt=\|link=]] ناتاليا فوروبييفا ([[خطأ لوا في وحدة:Country_alias على السطر 165: Invalid country alias: OCR. في الألعاب الأولمبية الصيفية 2020\|خطأ لوا في وحدة:Country_alias على السطر 165: Invalid country alias: OCR.]]) خ 12-16 | لم يتأهل      | لم يتأهل      | لم يتأهل      | لم يتأهل        | لم يتأهل        |

## إحصائيات

### الرياضات
| الرياضة              | عدد اللاعبات | الدورات | الدورات | الدورات | الدورات | الدورات | الدورات | الدورات | الدورات | الدورات | الدورات        | عدد الدورات | الميداليات | الميداليات | الميداليات |
| الرياضة              | عدد اللاعبات | 1984    | 1988    | 1992    | 1996    | 2000    | 2004    | 2008    | 2012    | 2016    | 2020           | عدد الدورات | الأول      | الثاني     | الثالث     |
| -------------------- | ------------ | ------- | ------- | ------- | ------- | ------- | ------- | ------- | ------- | ------- | -------------- | ----------- | ---------- | ---------- | ---------- |
| الإبحار              | 1            |         |         |         |         |         |         |         |         |         | ●              | 1           | 0          | 0          | 0          |
| التايكوندو           | 7            |         |         |         |         | ●       | ●       | ●       | ●       | الثالث  | الثالث         | 6           | 0          | 0          | 2          |
| التجديف              | 5            |         |         |         |         |         | ●       | ●       | ●       | ●       |                | 4           | 0          | 0          | 0          |
| التنس                | 1            |         |         |         |         |         |         |         |         |         | ●              | 1           | 0          | 0          | 0          |
| الجمباز الفني        | 4            |         |         |         |         |         |         | ●       | ●       | ●       | ●              | 4           | 0          | 0          | 0          |
| الجمباز الإيقاعي     | 8            |         |         |         |         | ●       |         |         | ●       |         | ●              | 3           | 0          | 0          | 0          |
| الجمباز الترامبولين  | 1            |         |         |         |         |         |         |         |         |         | ●              | 1           | 0          | 0          | 0          |
| الجودو               | 2            |         |         | ●       | ●       | ●       | ●       | ●       |         |         |                | 5           | 0          | 0          | 0          |
| الخماسي الحديث       | 4            |         |         |         |         |         | ●       | ●       | ●       | ●       | ●              | 5           | 0          | 0          | 0          |
| الرماية              | 13           | ●       |         |         |         | ●       | ●       | ●       | ●       | ●       | ●              | 7           | 0          | 0          | 0          |
| السباحة              | 5            | ●       |         | ●       | ●       | ●       | ●       |         | ●       | ●       | ●              | 8           | 0          | 0          | 0          |
| السباحة الإيقاعية    | 34           | ●       |         |         |         | ●       | ●       | ●       | ●       | ●       | ●              | 7           | 0          | 0          | 0          |
| السباحة الماراثونية  | 1            |         |         |         |         |         |         |         |         | ●       |                | 1           | 0          | 0          | 0          |
| السباق الثلاثي       | 1            |         |         |         |         |         |         |         |         |         | ●              | 1           | 0          | 0          | 0          |
| الغطس                | 3            | ●       |         |         |         |         |         |         |         | ●       | ●              | 3           | 0          | 0          | 0          |
| الكاراتيه            | 3            |         |         |         |         |         |         |         |         |         | الأول · الثالث | 1           | 1          | 0          | 1          |
| المبارزة             | 13           |         |         |         |         | ●       | ●       | ●       | ●       | ●       | ●              | 6           | 0          | 0          | 0          |
| المصارعة             | 4            |         |         |         |         |         |         | ●       | ●       | ●       | ●              | 4           | 0          | 0          | 0          |
| النبالة              | 6            |         |         |         |         |         | ●       | ●       | ●       | ●       | ●              | 5           | 0          | 0          | 0          |
| ألعاب القوى          | 2            |         |         |         |         |         | ●       |         |         | ●       |                | 2           | 0          | 0          | 0          |
| تنس الطاولة          | 10           |         | ●       | ●       |         | ●       |         | ●       | ●       | ●       | ●              | 7           | 0          | 0          | 0          |
| رفع الأثقال          | 8            |         |         |         |         | ●       | ●       | الثالث  | الثاني  | الثالث  |                | 5           | 0          | 1          | 2          |
| سباق الدراجات        | 1            |         |         |         |         |         |         |         |         | ●       | ●              | 2           | 0          | 0          | 0          |
| سباق الكنو           | 2            |         |         |         |         |         |         |         |         | ●       | ●              | 2           | 0          | 0          | 0          |
| كرة الريشة           | 2            |         |         |         |         |         |         | ●       | ●       |         | ●              | 3           | 0          | 0          | 0          |
| كرة الطائرة الشاطئية | 2            |         |         |         |         |         |         |         |         | ●       |                | 1           | 0          | 0          | 0          |
| المجموع              | 143          | 4       | 1       | 3       | 2       | 9       | 11      | 13      | 14      | 18      | 21             | 10          | 1          | 1          | 5          |

### الدورات
| الدورة | عدد السيدات من مصر | عدد السيدات من كل الدول | نسبة التمثيل النسائي المصري | عدد الرجال من مصر | نسبة التمثيل النسائي في البعثة المصرية |
| ------ | ------------------ | ----------------------- | --------------------------- | ----------------- | -------------------------------------- |
| 1896   | 0                  | 0                       | -                           | 0                 | -                                      |
| 1900   | 0                  | 23                      | 0.00%                       | 0                 | -                                      |
| 1904   | 0                  | 6                       | 0.00%                       | 0                 | -                                      |
| 1906   | 0                  | 6                       | 0.00%                       | 2                 | 0.00%                                  |
| 1908   | 0                  | 44                      | 0.00%                       | 0                 | -                                      |
| 1912   | 0                  | 53                      | 0.00%                       | 0                 | -                                      |
| 1920   | 0                  | 78                      | 0.00%                       | 18                | 0.00%                                  |
| 1924   | 0                  | 156                     | 0.00%                       | 24                | 0.00%                                  |
| 1928   | 0                  | 312                     | 0.00%                       | 32                | 0.00%                                  |
| 1932   | 0                  | 202                     | 0.00%                       | 0                 | -                                      |
| 1936   | 0                  | 360                     | 0.00%                       | 53                | 0.00%                                  |
| 1948   | 0                  | 445                     | 0.00%                       | 85                | 0.00%                                  |
| 1952   | 0                  | 521                     | 0.00%                       | 106               | 0.00%                                  |
| 1956   | 0                  | 371                     | 0.00%                       | 0                 | -                                      |
| 1960   | 0                  | 613                     | 0.00%                       | 0                 | -                                      |
| 1964   | 0                  | 680                     | 0.00%                       | 73                | 0.00%                                  |
| 1968   | 0                  | 783                     | 0.00%                       | 30                | 0.00%                                  |
| 1972   | 0                  | 1060                    | 0.00%                       | 23                | 0.00%                                  |
| 1976   | 0                  | 1260                    | 0.00%                       | 26                | 0.00%                                  |
| 1980   | 0                  | 1123                    | 0.00%                       | 0                 | -                                      |
| 1984   | 6                  | 1567                    | 0.38%                       | 108               | 5.26%                                  |
| 1988   | 1                  | 2202                    | 0.05%                       | 48                | 2.04%                                  |
| 1992   | 3                  | 2721                    | 0.11%                       | 72                | 4.00%                                  |
| 1996   | 2                  | 3520                    | 0.06%                       | 27                | 6.90%                                  |
| 2000   | 5                  | 4068                    | 0.12%                       | 74                | 6.33%                                  |
| 2004   | 16                 | 4304                    | 0.37%                       | 81                | 16.49%                                 |
| 2008   | 27                 | 4611                    | 0.59%                       | 74                | 26.73%                                 |
| 2012   | 34                 | 4655                    | 0.73%                       | 75                | 31.19%                                 |
| 2016   | 37                 | 5037                    | 0.73%                       | 84                | 30.58%                                 |
| 2020   | 48                 | 5405                    | 0.89%                       | 89                | 35.04%                                 |

## وصلات خارجية
- مصر في الألعاب الأولمبية على موقع أولمبيديا
- الموقع الرسمي للجنة الأولمبية المصرية